# Diario (Kierkegaard)
(IV di copertina del Diario, nell'ed. ridotta a cura di Cornelio Fabro.)
Diario è una delle tre sezioni dell'imponente opera del filosofo danese Søren Kierkegaard intitolata Papirer, ovvero Carte, scritta fra il 1834 e l'anno della sua morte, il 1855.. Nel Diario, il filosofo ha raccolto nel tempo i suoi pensieri e le sue profonde angosce, le sue considerazioni teologiche e filosofiche, nonché le ampie polemiche rivolte alla sua chiesa e ai suoi più alti rappresentanti, non risparmiando i filosofi, in particolar modo quelli che si definivano cristiani.

## Nota sull'opera
Il Diario di Søren Kierkegaard, nell'edizione originale integrale danese è composta da 22 volumi. La voce relativa a questa pagina è basata sull'edizione "ridotta" o editio minor curata dal teologo e filosofo italiano Cornelio Fabro, uno dei massimi studiosi e commentatori delle opere del filosofo danese, e fa riferimento ad estratti della editio maior pubblicata nel 1962, e composta in italiano da 12 volumi.

## Struttura dell'opera
L'opera è suddivisa in tre parti principali (vita, fede e pensiero), oltre a un'introduzione del curatore del Diario. Ha un totale di dodici temi centrali (quattro per parte) introdotti da una premessa fatta dal curatore. Ogni parte a sua volta ha diversi paragrafi numerati che affrontano temi diversi.
Il Diario è schematicamente così strutturato:
- Introduzione (a cura di Cornelio Fabro)
- Parte prima, La crisi della vita: Premessa. Su me stesso. Il rapporto al padre. Il rapporto a Regina. Il rapporto a Mynster.
- Parte seconda, La crisi del pensiero: Premessa. Il rapporto all'ambiente. Critica alla filosofia del tempo. Il «singolo» e la folla. L'io e la libertà.
- Parte terza, La crisi della fede: Premessa. Il tradimento della cristianità. Ragione e fede. Il «paradosso». Imitazione e contemporaneità.

Ogni sezione segue l'ordine cronologico delle annotazioni di Kierkegaard, da quando cominciò la scrittura del Diario fino alla morte, il che permette di conoscere l'evoluzione del suo pensiero nel tempo.

## Riassunto dell'opera
(Søren Kierkegaard in Papirer, 1° agosto 1835)

### Introduzione
Definito «uomo moderno, più di quant'altri» che «sa avvertire con coscienza profetica e con occhio infallibile i "segni dei tempi"», Kierkegaard ha il merito di aver previsto in anticipo "la caduta dell'Occidente, che intravede come risvolto negativo, nell'avanzare dei nuovi idoli della scienza e della democrazia, distruttrici della trascendenza e della libertà". Vissuto nell'epoca del "razionalismo illuministico" che vede incalzare il "dominante romanticismo antropologico", Kierkegaard "sceglie l'isolamento" nell'unico rifugio che è la categoria del "singolo" dove intravede "la possibilità del nulla" «che sottende la vita e la libertà».
"L'intensità di concentrazione interiore" di Kierkegaard, è per il curatore dell'introduzione all'opera, una qualità che non trova riscontri «nella storia spirituale dell'Occidente», neppure fra grandi come lo furono Seneca, Agostino, Pascal, Vico, Nietzsche o Dostoevskij. Resa, la sua opera, inaccessibile per quasi un secolo, proprio per la ricchezza e la complessità dei temi, il presentatore dell'opera si augura che gli «autentici kierkegaardiani» in un prossimo futuro riescano «a dissipare la foschia» che la Kierkegaard Renaissance si ostina a mantenere intorno al filosofo.
Fra le molteplici opere di Kierkegaard suddivise in tre gruppi: opere pseudonime, opere pubblicate col suo nome e «Carte» (Papirer) «di cui la parte più interessante è data dal Journal o Diario», il Diario è "l'opera che egli scrisse per sé". Discontinuo sia come contenuto sia come compilazione, è l'unica opera che rivela come nessun'altra il proprio animo. La sincerità e l'intimità del Kierkegaard interiore "l'avvicinano per la commozione di stile alle Confessioni di Sant'Agostino". L'opera inoltre rappresenta la chiave di lettura e di raccordo delle sue opere, dalle pseudonime a quelle pubblicate con il suo nome. La produzione di questi suoi appunti è gigantesca proprio perché rappresenta i "casi" della sua vita che si concluderanno solo con la sua morte, e infatti il suo ultimo scritto risale solo a poche settimane prima del suo decesso, ed è datato al 25 settembre 1855.
La selezione dell'edizione italiana (editio minor) del Diario è destinata per il suo carattere informativo, come osserva il curatore dell'introduzione, non agli specialisti di studi kierkegaardiani bensì a un «pubblico di buona cultura». In questa edizione si è preferito all'ordine cronologico della disposizione dei testi (come nell'edizione originale), quello tematico diviso in tre parti: I. La crisi della vita; II. La crisi del pensiero; III. La crisi della fede. All'interno di ognuna delle tre parti si è però seguito l'ordine cronologico proprio per stabilire lo "sviluppo" nel tempo degli avvenimenti. Le note sono quelle brevi del filosofo, mentre sono state omesse le cosiddette note-commento contenute nell'editio maior. Questa edizione minore quindi si pone lo scopo di stimolare alla fine il lettore al passaggio della "edizione maggiore" «per immergersi in quella dialettica della vita e della fede dove il mare, secondo l'espressione dello stesso Kierkegaard, misura la profondità di 70.000 piedi».
Ma questa edizione del Diario, pur così "ridotta", non è da ritenersi di minore importanza, come scrive il curatore con una nota polemica. Nella parte conclusiva della sua introduzione infatti scrive: «Anche così ridotto, tuttavia esso è in grado di dissipare errori ed equivoci di interpretazioni aberranti da parte del positivismo e dell'idealismo, assorbiti passivamente anche dalla cultura filosofica italiana».

### Parte prima: La crisi della vita

#### Premessa
(Søren Kierkegaard, Johannes Climacus o De omnibus dubitandum est; Su me stesso, Frammento 3064 di Papirer, 1854)
Tutta la vita di Kierkegaard è riflessa nella sua copiosa produzione, quindi a parte il Diario, anche nei Discorsi edificanti e negli scritti pseudonimi (di cui il frammento 3064, riportato sopra nella citazione, è un esempio).
Troviamo da subito e già nel 1843 con Aut-Aut accenni alla sua vita privata e alla sua malinconia. Nello stesso anno, con le opere Timore e tremore (1843) e La ripetizione (1843) (due opere dove usa gli pseudonimi Johannes de Silentio e Constantin Constantius), non è tanto Abramo con il sacrificio di Isacco o Giobbe e le sue pene e «neppure soltanto suo padre» l'unico tema degli scritti, bensì «è lui stesso nel suo "rapporto sacrificale" al Cristianesimo ossia nel destino di vittima, della dedizione totale all'idea che questo esige», vedi appunto il frammento 3064 della citazione, descritto come un racconto che narra «con un virtuosismo esasperante la forza di trascinamento che la dialettica delle idee aveva sul giovanetto alle prese con le prime impressioni della vita». Due anni dopo, nel 1845 Kierkegaard riprende la stessa dialettica con l'opera: Gli stadi sulla via della vita, che descrive momenti cruciali della sua esistenza, e lo fa con forti richiami al mondo biblico. Nelle opere Briciole di filosofia (1844) e Postilla conclusiva non scientifica alle briciole filosofiche (1846) (dove il filosofo usa lo pseudonimo Johannes Climacus), Kierkegaard «esprime il suo impegno di chiarire, a soluzione e compimento della precedente dialettica della vita, la dialettica della ragione in direzione della fede» proprio come nella La malattia mortale (1849) ed Esercizio di cristianesimo (1850) dove viene mostrato «l'impegno radicale che il Cristianesimo esige da un cristiano coerente».
Questa prima parte del Diario quindi rivelerà «il vero protagonista del suo aspirare, la fonte dei suoi turbamenti e delle sue speranze, che'è Dio» e il suo rapporto con l'uomo, il tutto «come dialettica della libertà nella tensione di finito-Infinito e di tempo-eternità»

#### Su me stesso
Kierkegaard, solo, triste e riflessivo, parliamo di un Kierkegaard che ha solo 22 anni, in quella sua giovane esistenza ha solo pochi motivi di gioia. Uno di questi motivi gioiosi è provato dai momenti in cui medita sui suoi cari morti, morti che sembravano tanto "vivi" da sembrare venirgli incontro. Questo gli procura una sensazione di "vero riposo". Un altro motivo era dato dalla sua permanenza sulla spiaggia del mare: «[...] mentre rimanevo così solo e abbandonato e l'impeto del mare e la violenza delle onde mi ricordavano il mio nulla e d'altra parte il volo sicuro degli uccelli mi faceva venire in mente la parola di Cristo che "neppure un passero cade in terra senza la volontà del Padre Celeste" (Mt 10,29) io provavo insieme e la mia grandezza e la mia piccolezza, e queste due grandi potenze l'orgoglio e l'umiltà alla fine si fondevano in me armoniosamente.» Era poi il grido del gabbiano, scrive Kierkegaard, che lo scuoteva, riportandolo al mondo reale e ricordandogli che era solo, solitudine che il filosofo in tutti i casi preferisce al «brusio del mondo» cui è costretto prima o poi a far ritorno. La riflessione sull'imponenza della natura, lo rende umile. Infatti per imparare la vera umiltà (stava parlando dello stato interiore che il filosofo provava in quel momento di meditazione) l'uomo deve sottrarsi a quello che il filosofo chiama «rumore del mondo» imitando proprio lo stesso Cristo che a volte si ritirò (Mt 4,1) anche quando il popolo lo voleva proclamarlo re (Gv 6,15). Nella vera umiltà l'uomo «sente ad un tempo la sua grandezza e la sua piccolezza, senza bisogno dell'osservazione di Fichte (nel suo Die Bestimmung des Menschen) del granello di sabbia come costitutivo del mondo: frase che rasenta la pazzia» - 29 luglio 1835.
In questa data Kierkegaard fa un appunto sull'incomprensione della gente nei suoi confronti: «La gente mi comprende così poco che non comprende neppure i miei lamenti perché non mi comprende» - febbraio 1836.
Il filosofo annota di una riunione di "salotto" dove i «motti di spirito scoppiettavano» sulle sue labbra. Kierkegaard non è nuovo a questo tipo di "riunioni" nella Copenaghen bene, «tutti ridevano e mi ammiravano - ma io me ne andai» - 18 aprile 1836.
Il Diario prosegue con una carrellata di diversi incontri salottieri dove l'insofferente e irrequieto giovane filosofo giudica i suoi interlocutori: noiosi, frivoli, «briganti di mezza cultura», dementi. "Un mondo" superficiale che non lo appaga e che funge da stimolo per le cose più importanti come il suo rapporto con Dio ed il cristianesimo: «O Dio, come facilmente si dimentica il proprio proposito!» Alla ricerca di una forza indicativa da Dio, onestamente ammette: «Io credo che se un giorno diventerò cristiano sul serio, dovrò vergognarmi soprattutto, non di non esserlo diventato prima, ma di aver tentato prima tutte le scappatoie.» - 13 giugno, 14 luglio, 1 ottobre, 29 ottobre, 8 dicembre 1837.
Le fiabe ristorano l'anima, perché da esse si attingono pace e forza, e sono paragonate dal filosofo ad "un bagno ristoratore". Temi di queste, quale l'amore, l'amicizia e la tristezza, affascinano il giovane Kierkegaard. - 26 dicembre 1836.
È il 9 luglio 1838 quando annota: «Sto cercando di stringere più intimamente il mio rapporto con il cristianesimo». Si paragona a Simone il Cireneo (Lc 23,26) quando sinceramente scrive che il suo cristianesimo fino a quel momento è stato solo formale ed esteriore.
Assediato nella sua camera, vive con il timore che qualcuno possa fargli visita, cosa che il filosofo non gradisce, non ha voglia di vedere nessun, né vuole uscire di casa ed ammette: «per non essere rovinato dall'inezia, mi metto a piangere fino all'esaurimento» - 10 maggio 1839.
In questa pagina del Diario, esordisce: «Tutta l'esistente mi angoscia», e ancora: «Vasto è il mio dolore che non conosce confini», e gli pare che Dio non vuole consolarlo. Simula quasi un colloquio con Dio, dove Dio stesso, a lui che si è smarrito, lo invita a rivolgersi a Lui e alla Sua scuola per ricevere poi «un aumento di vigore per l'attività di uomo» - 12 maggio 1839.
È spesso preso da una strana inquietudine, non si identifica con la vita che vive, sembra che quella vita non sia realmente sua, ma quella di un altro, senza che potesse far nulla per impedirlo. La sua angustia consiste in questo: Prima vive un certo periodo della vita in un certo modo e solo poi si accorge che quel tratto di vita è stato vissuto - 24 maggio 1839.
Le riflessioni sulla sua vita continuano, Kierkegaard vorrebbe almeno per un anno «scomparire sotto la terra». «Io provo poca soddisfazione nella vita», è da essa sopraffatto. «E questa anticipazione, lungi dal trasfigurarmi l'esistenza, mi rende piuttosto impotente a trovare ciò che le corrisponda nella vita, mi lascia troppo agitato e con i nervi troppo scossi per trovare il riposo» - 25 luglio 1839.
Il 16 agosto 1839, Kierkegaard annota il grande turbamento spirituale che lo pervade. Mostrando una profonda conoscenza biblica, a ogni supplica o sua considerazione, cita un versetto biblico, spaziando dall'Antico Testamento al Nuovo: Chiede che Dio non allontani il Suo Volto da lui (Sal 26,9). Lui vuole seguire la sua via e Lo supplica affinché lo aiuti a non «smarrirsi». Rivolgendosi a Gesù Cristo che è «venuto per salvare quelli che s'erano perduti» (Lc 19,10) e che lasciò tutte le altre pecore per salvare quella smarrita (Mt 18,12), lo supplica che lo trovi, che trovi proprio lui che si è nascosto a Cristo Pastore buono, e agli uomini, sui sentieri dei suoi «traviamenti». Inoltre convinto della sua corruzione annota: «Tu, o Santo Spirito, intercedi per me con gemiti inenarrabili (Rm 8,26), prega per me come Abramo per Sodoma corrotta (Gn 18,16 e seguenti)». Conoscendo il suo stato peccaminoso, il giovane filosofo chiede gli sia mostrata misericordia: «E se c'è in me anche un pensiero puro, soltanto un sentimento meno cattivo; che il tempo della prova mi possa essere prolungato come per l'albero sterile (Lc 13,6 e seguenti)». Chiede quindi di essere rinnovato e supplica che venga creato in lui «un cuore nuovo» (Sal 50,12). Chiede che possa essere «sempre più attaccato a Lui (Cristo il Salvatore e Redentore)» e che «[...] una volta guarito io non lo dimentichi, ma torni indietro come quell'unico lebbroso (Lc 17,15 e seguenti)».
Il turbamento interiore continua in uno scritto nel Diario di alcuni giorni dopo: Kierkegaard annota che il suo equilibrio spirituale è ancora fragile: «la mia anima oscilla in questo tempo come la tomba di Maometto fra due magneti [...] ambedue cercano di tirarla dalla propria parte» - 30 agosto 1839.
(Diario, mercoledì 19 aprile)
"Apatia", «"voglia di niente"», "fiacchezza", "nulla che riesca a scuotermi", nulla ha senso; Kierkegaard descrive in questo modo il vuoto che c'è in lui. L'unica sua positiva considerazione è religiosa: Nel vuoto generale si accorge infatti di quanto siano vere e sensate le parole che Cristo espresse nel Vangelo di Giovanni: «Le mie parole sono vita e spirito». La sua tristezza e il suo dolore sono comunque ben camuffati «nell'intimo di se stesso», infatti è sempre pronto a distrarre gli altri con il riso, ed è altruisticamente sollecito a consolare e incoraggiare chi soffre e chi ha bisogno di conforto. Si paragona al dio bifronte Giano: ha un volto per piangere e un altro per ridere. Lui che ha amici con i quali ha rapporti «molto esteriori», si gongola nella sua vera e unica amicizia a cui tutto confida: la sua "malinconia", che paragona all'«amante più fedele» che abbia mai conosciuto.
Cosa ha riempito in effetti la sua vita? Alla sua morte, e questo lo consola, nessuno saprà mai trovare nelle sue carte la spiegazione e la ragione di ciò che lui intimamente prova. Paragona la propria esistenza a una banconota del 1813, anno che a seguito di una crisi finanziaria in Danimarca, «tante altre banconote» furono messe in circolazione. «C'è in me come un indizio di qualcosa di grande, ma a causa di certe disgraziate congiunture, io non ho che poco valore [...] È così che ho capito me stesso in tutta la mia attività di scrittore».
Kierkegaard annota, definendosi «un'individualità infelice», rimanda questa suo attuale stato d'animo all'infanzia trascorsa in una sofferenza costante. È stato suo padre, anch'egli malinconico, a trasmettergli questa «eredità», anche se lui (Kierkegaard) ha «un'elasticità di spirito» che gli permette di nascondere davanti agli altri questo disagio, «spirito» che anche se non elimina la malinconia l'aiuta almeno a sopportarla.
L'avvenimento principale che lo ha convinto a indirizzare la sua vita in una certa direzione è stato la rottura del fidanzamento (allude al fidanzamento e alla "rottura" con Regina Olsen) e ai fraintendimenti e sofferenze che il seguito di questa sofferta decisione gli ha procurato. Un suo appunto su questo avvenimento infatti conclude: «Da quel momento io dedico la mia vita, con tutte le mie pur povere energie, al servizio di un'idea».
Segue nei suoi appunti del Diario, una confessione sincera e disarmante del filosofo danese: aveva fatto dei tentativi per poter condurre una "vita normale", sposarsi, diventare padre e formarsi una famiglia, avere un impiego, ovvero tutte quelle situazioni "normali" che lui annota come quello "che è il dovere etico «generale» degli uomini" e aveva chiesto al suo medico consigli se poteva realizzare tutto ciò. Kierkegaard rivolge queste domande al suo medico personale perché sa che esistono certe sproporzioni fisiche nel suo corpo. Il medico, scrive il filosofo, «mise in dubbio» tutte le sue domande, non poteva condurre a suo giudizio una vita "normale", e a un'ulteriore domanda di un Kierkegaard incalzante e cioè se la sproporzione del suo corpo poteva essere "colmata" dal suo spirito forte e dalla sua grande forza di volontà (qualità dal medico riconosciute), rispose ancora di no «perché in questo modo avrei potuto mandare tutto in pezzi». Il risultato di questo colloquio è così annotato: «Da quel momento io ho scelto». Quell'enorme sproporzione che probabilmente avrebbe spinto la maggioranza degli uomini a farla finita con un suicidio, è ora da lui sopportata e considerata come «il mio "pungolo nella carne", il mio limite, la mia croce». Intravede in tutto questo un piano divino: è stato Dio stesso, secondo il filosofo, a stabilire quel prezzo di vendita per la qualità della sua enorme forza di spirito che ha ora fra i contemporanei, una deficienza fisica sproporzionata contro una sproporzionata forza di spirito.
L'aver capito questo proposito gli ha fatto decidere di cosa fare della sua vita: aiuterà gli uomini a essere felici, a realizzare tutte quelle cose normali che a lui sono state negate. Sarà al servizio «dell'idea della verità». Sarà così che sopporterà il suo tormento, adempiere «la cosa straordinaria», al servizio di Dio.
Lungi dall'aver paura per alcuna «resistenza esteriore», è «la resistenza interiore» la sua vera sofferenza, sofferenza che il filosofo attribuisce a quel pungolo voluto da Dio.
Una volta il suo unico desiderio, confessa Kierkegaard, era quello «di diventare funzionario di polizia» finché non si rese conto che la maggior parte di questi interventi si riducevano a «cose misere e meschine» di poveri diavoli, anziché di criminali intelligenti. Poi ebbe il desiderio di diventare pastore per rendersi subito conto che coloro i quali realmente si preoccupavano del loro stato spirituale, erano pochissimi. Non intravedeva nemmeno una base su cui lavorare, bisognava cominciare proprio dal principio, sviluppando il bisogno di religione. Ma anche questo sembrava, a suo avviso, irrealizzabile infatti conclude: «I più non sentono nemmeno il bisogno di sviluppare il bisogno».
Divenne quindi scrittore, esistenza, come tale, sciagurata e miserabile anche se interessante. La sua esistenza per la Danimarca è comunque considerata rimarchevole, e nell'avvenire predice: sarà letto e studiato. Sarà forza morale almeno per Copenaghen in contrasto con l'intera l'Europa che «lavora» a una «demoralizzazione». A Copenaghen in cui anche le persone distinte «prendono parte al chiasso» e in cui la brutalità predomina in tutte le categorie, la normalità consiste nel non mostrare alcun «sentimento di decoro». «Tutto è camorra».
Al contrario della massa della gente, lui sente il bisogno di ritornare in se stesso, di avvicinarsi a Dio per meglio comprendersi. Deve rinnovarsi «dal di dentro» mentre scandaglia più a fondo la sua malinconia. È fermamente convinto che Dio stesso benedica la sua attività letteraria ed è proprio questa convinzione che lenisce la sua coscienza tormentata dai peccati da lui precedentemente commessi. Vuole assumere il punto di vista di Dio e di come Lui vede le cose e avvicinarsi di più alla realtà cristiana. La missione della sua vita sarà quella di «annunziare agli altri consolazione e gioia». Ammette che Dio gli ha concesso molto di più di quello che poteva aspettarsi, per questo ringrazia Dio ogni giorno, pregandolo che proprio il mezzo della preghiera di ringraziamento gli venga sempre concesso.
Dopo queste considerazioni spirituali, Kierkegaard passa ad alcune di tipo economico. Le sue possibilità economiche ben presto si esauriranno, per cui valuta che il suo avvenire diventerà sempre più difficile. Vorrebbe essere più spigliato nel linguaggio per tentare di trovare un lavoro, ma il suo mutismo gli è d'ostacolo. Si augura che Dio lo continui ad aiutare nella sua attività di scrittore, provvedendo al suo sostentamento, sperando che i suoi molti peccati gli siano rimessi e che Dio lo perdoni. Se Dio vorrà, permetterà che il suo silenzio ostinato, il suo mutismo cesserà proprio nel momento che troverà un impiego. - Lunedì di Pasqua, 24 aprile.
«Chissà se Dio non si adirerà con me e mi abbandonerà», è questo il terribile dubbio che si pone Kierkegaard prima di intraprendere una qualsiasi azione, lui che si è sempre sentito infelice verso gli altri uomini: sani, forti e senza pensieri. Le sofferenze della sua giovinezza, ammette, sono state tremende proprio perché voleva essere una persona fisicamente normale. Ma mentre soffre di questo complesso di inferiorità in senso fisico rispetto a tutti gli altri uomini, ammette anche che «Dio mi fornisce di doti così straordinarie che nessun contemporaneo mi può tenere testa». Ciò nonostante sa che non deve inorgoglirsi, ma rimanere umilmente al servizio di Dio, Lui che educa e migliora tutti. Gli uomini del suo tempo, nonostante tutto, "lo perseguitano" ritenendolo vanitoso, orgoglioso, egoista e capriccioso, il che gli produce ulteriore sofferenza, anche perché fraintendono il rapporto che lui ha con Dio. In effetti il suo comportamento altro non è che «un misto o una sintesi di malinconia e di timor di Dio». Lui che lungi da essere orgoglioso o vanitoso, dinnanzi a Dio si sente "un nulla", conclude che «Non sono io il maestro: lungi da me questo pensiero, sono io che invece vengo educato».
Vivendo in mezzo agli uomini ogni giorno, per quanto possano essere molti, non vorrebbe tacere di fronte al ghigno, alle chiacchiere e alla bestialità da cui è circondato. Ma pensa piuttosto che «Dio nei Cieli» l'ascolta. «Del resto io non mi rivolgo a queste migliaia ma al Singolo davanti a Dio». Non teme la folla, anzi ha imparato, fin da piccolo, che è stata «la Folla» a sputare su Cristo. Pensa di essere sulla strada giusta, perché se quelle cose sono state fatte a Cristo dalla Folla, si incoraggia per il fatto che possano essere fatte a lui. Ora che è pentito, avendo trascorso una vita nel peccato, considera un onore essere al servizio della verità. Il suo compito sarà premere «con maggior forza sulla Cristianità». Lui poeta, è «andato molto più in là di un poeta. Era anche necessario per trovare il compito: cioè il Cristianesimo, l'ideale di essere cristiani». Lui che cristiano non è, in effetti è «un poeta ed un pensatore cristiano». - 25 aprile senza anno [ma 1948].
La sua disgrazia è che la propria «tensione è di un tono più alto di quella degli altri uomini». Mentre la maggioranza pensa a una ragazza da sposare, lui ha riflettuto sull'essenza del matrimonio. «E così in tutto». Si sente impopolare non perché i suoi scritti siano difficili ma per il proprio modo di esistere. Quindi ha un dubbio che lo assilla costantemente: «Se considero la mia esistenza personale, posso dire di essere un vero cristiano?». Ci sono diverse situazioni che accentuano il dubbio. Si autorimprovera per le diverse volte che proprio nel Diario ha voluto esaltare il suo Io, e per questo invoca il perdono divino.
Inoltre, pronto per la stampa è il suo Esercizio di cristianesimo, e questo saggio ha un grande significato personale per il filosofo, per cui si domanda se deve pubblicarlo subito o quando sarà pronto a identificarsi con il contenuto del libro.
Intanto uscirà La malattia mortale che è scritto «per edificazione», termine che ritiene appropriato a sé dato che si autodefinisce poeta «edificante». Dopo la sua morte basterà il suo saggio Timore e tremore a rendelo immortale: sarà tradotto anche fuori dalla Danimarca e «s'innorridirà quasi per il tremendo 'pathos' che contiene», ammettendo che dopotutto Timore e tremore riproduce in fondo la propria vita.
Un'ulteriore nota passa in rassegna con ironia pungente le persone a lui invise, cominciando proprio dalla giornalista femminista svedese Fredrika Bremer che scrivendo di lui disse «Soltanto il dott. Kierkegaard era malaticcio, irritabile e capace di montare su tutte le furie se il sole non mandava i raggi come voleva lui!....». «L'illibata pulzella», «la vagabonda pettegola» osserva il filosofo, che quella critica sulla sua persona, «servirà ad unire circoli, che forse non sono poi tanto diversi. Da una parte Martensen, Pauli, Heiberg ecc., dall'altra Goldschmidt, P.L. Møller. Ironico commenta: era davvero un mondo gentile! Martensen ne deve dare testimonianza "davanti a Dio ed alla sua coscienza"; non ha anch'egli ottenuto le alte dignità, non è divenuto vescovo, e non ha avuto l'abito di velluto? E non correva la Fredrika da lui ogni giorno per studiare la Dogmatica, della quale essa ha avuto le prime bozze?... (il fatto è notorio!). E Goldschmidt dirà "che mondo gentile! io ho avuto, perbacco, 300 abbonati". Tutti in coro: "Che mondo gentile!". Soltanto il dott. Kierkegaard era malaticcio, irritabile e capace di montare su tutte le furie se il sole non mandava i raggi come voleva lui!...»
Cambiando tema, il filosofo ammette che non ha mai preteso di essere cristiano in modo straordinario, se fosse stato un uomo ordinario senza fantasia e senza passione avrebbe certo dimenticato il Cristianesimo. Ma ha uno spirito e una forza notevoli nonostante si senta bloccato ogni giorno dal peso delle sue catene. D'altronde è fornito di grandi doti, educato per bene da bambino nel Cristianesimo e padrone di tutte le caratteristiche richieste per esporre il Cristianesimo stesso non si è sentito mai davvero libero come lo è un uomo normale. Ripensando alla sua educazione cristiana molto severa, quasi scandalizzante, annota che non è mai stato libero di dimenticare il Cristianesimo. È grato a Dio per tutta la benignità dimostrata nei suoi confronti e per tutto quello che gli ha concesso e conclude che non potrà mai ringraziarlo abbastanza.
Anche se non ha mai pensato che il matrimonio fosse contro il Cristianesimo e il celibato una perfezione, nonostante consideri che sarebbe stato contento e gioioso di avere una fidanzata, medita ora che il celibato goda, in effetti, di un prestigio particolare nel Cristianesimo. Si sente però «malinconico fino al limite della pazzia» per cui è certo che solo quello stato di solitudine, che molti hanno invece frainteso per "orgoglio", riesca a nascondere quel suo stato esistenziale. Si definisce un sostenitore fervente del matrimonio, gli sarebbe anche piaciuto affrontarne l'esperienza, ma è stato costretto a fare una scelta contraria. "La «categoria» per indicare la propria attività è «rendere gli uomini attenti a ciò che è il Cristianesimo», ma con degli espedienti. Vuole imitare Socrate «che si dava per ignorante [...] invece di essere il maestro, esser colui che viene educato». Si sente come Giovanni Battista il precursore di Cristo che affermava «Io sono la voce» (Gv 1,23), fa questo senza peccare di orgoglio, perché ha la capacità di riprendere se stesso, infatti ha sempre un uditorio più vasto di quello di altri oratori, ha anche quando ha solo se stesso. L'«essere sobri» della Prima lettera di Pietro (5,8), inteso in senso cristiano, è il suo versetto guida. Definito semplice e gigantesco allo stesso tempo quel versetto biblico, lo scombussola. Quanti abbienti ricchi e milionari hanno davvero capito il senso di Marco 12,42? Quanti sarebbero in grado di comprendere che la vedova di quel racconto ha dato più di loro, anche se avessero contribuito con 900.000 talleri? «È un pensiero che mette i brividi quello dell'infinita immutabilità dello spirito con la quale Iddio fa questa differenza: per Lui l'aspetto etico ed etico-religioso è l'unica cosa che abbia corso».
Non riesce a concepire la leggerezza di alcuni filosofi («e simili») che introducono nell'ambito religioso le categorie differenti di genio e talento, Kierkegaard è fermamente convinto che ogni uomo anche «il più semplice e sofferente possa concepire la cosa più alta, cioè la realtà religiosa». Cristo e la sua opera terrena ne fu esempio: Cristo non fece nessuna differenza fra uomini colti e "semplici", nessuna differenza fra anime elette per la salvezza e altri che non avrebbero potuto capire il suo messaggio. Cristo non inorridì di nessuna sofferenza umana e di nessuna ristrettezza. Ma c'è una cosa che gli avrebbe fatto senza dubbio orrore, secondo il giudizio molto critico di Kierkegaard: la combriccola degli intellettuali e l'alleanza della cultura. Lui, come Cristo, ha invece simpatia per le persone semplici, infelici, sofferenti, tardi di mente, spera che Dio gli consenta sempre di provare simpatia per questo genere di persone che poi è l'uomo comune, anzi che questa simpatia cresca in lui.
Per la propria attività di scrittore (come è scritto in Sulla mia attività di scrittore - Om min Forfatter-Virksomhed, 1851) ritiene compito principale servire la causa del Cristianesimo. Il filosofo ha maturato questa decisione non senza difficoltà. Nell'esplorazione doveva essere onesto, non doveva «accomodare» il Cristianesimo secondo i propri gusti, ma valutare cosa il Cristianesimo è davvero in sé. Se dopo tale indagine avesse capito che il Cristianesimo era impraticabile per lui, lo avrebbe confessato pubblicamente. Nonostante tutto, se le cose fossero andate in quel modo, non avrebbe lasciato «cadere in dimenticanza quell'affare», il suo pensiero è infatti che il Cristianesimo è in divenire, un divenire che si realizza man mano nel tempo, tanto che anche una lunga vita non è da considerarsi «troppo per quel compito». Chiarisce queste sue convinzioni con un esempio: il proprio esame in teologia. Fece quell'esame solo «per obbligo di pietà» verso il povero padre morto, cui l'aveva promesso. Tuttavia se non avesse dato l'esame non avrebbe smesso di studiare teologia e avrebbe continuato a studiare negli anni per l'esame, come educazione personale. Identico è il suo rapporto con il Cristianesimo, dove continua a indagare nonostante ne sia convinto. L'«impressione esatta del Cristianesimo», suggerita dalla Provvidenza, si snoda su tre principali punti:
1. Tutte le mie sofferenze interiori originarie
2. Il mio rapporto a «Lei»
3. Ciò che ho sofferto per la persecuzione della plebaglia e per l'ingratitudine umana

Senza di questo, ammette il filosofo, «mi sarebbe francamente mancato il lato del Cristianesimo. Realizzare un atto generoso per amore degli altri, vederlo ricompensato a quel modo, sperimentare di essere tacciato per egoista proprio perché ero disinteressato; vedere tutto questo egoismo in cui in fondo risiede la forza vitale della società; dichiararmi egoista, proprio nel momento in cui ero assolutamente preso dalla simpatia [...] [rappresentandomi come] "arresto" che vuol troncare le riflessioni continuate di generazione in generazione e porre le qualità cristiane. Per riuscirvi ho dei buoni appoggi, perché io stesso, fino dalla mia prima età, sono un "arrestato" stretto da pene indicibili, messo fuori dall'umano generale, ridotto soltanto al rapporto con Dio».
La propria sofferenza in effetti dipende dal fatto che non è uomo, lui è troppo spirito. Non trova rifugio in nessun altro essere umano, cui non saprebbe confessare le proprie pene. L'unico suo rifugio è Dio che lo tiene in suo potere, e di questo è grato alla Provvidenza divina perché ha ricevuto più di quanto potesse realmente aspettarsi.
Una volta l'atteggiamento infantile prevaleva in Kierkegaard e credeva che l'amore divino si manifestasse anche nel mandare doni materiali, successo e fortuna. In quel tempo: «l'anima mia era allora audace nel desiderare, nell'osare!». Il pensiero era: non dobbiamo essere noi a rimpicciolire l'Onnipotente. E quindi pregava chiedendo di tutto, tranne la liberazione dalla profonda sofferenza che soffriva già da bambino, convinto che quella provenisse dal suo rapporto con Dio. Quindi chiedeva di tutto, e tutto gli riusciva, per questo ringraziava con gratitudine Dio. Ora la pensa diversamente perché nel tempo ha riflettuto e concluso che tutti coloro che sono stati davvero amati da Dio, i modelli, hanno dovuto soffrire nella vita. La sofferenza quindi fa parte dell'amare Dio ed è dottrina del Cristianesimo. Ha smesso di chiedere nelle preghiere doni materiali oltre che successo e fortuna, d'altra parte chiedere direttamente a Dio la sofferenza era come voler provocare Dio. La sua preghiera segue ora un metodo diverso: È «un tranquillo e dolce abbandono a Dio [...]». È fermamente convinto che amare Dio e godere appieno di questa vita siano inconciliabili. Amare Dio significa invece soffrire. Dio è infinito amore ed è certo di essere stato aiutato fin nelle più «minime cose», inoltre è certo che Dio si serva di lui in questo mondo. In tutti i casi, aspetta una rivelazione divina che sia più chiara e precisa: deve avvicinarsi troppo a Dio senza essere chiamato?
Critico verso la Cristianità, a questo punto annota con disappunto: la Cristianità non parla di sofferenza; non insegna ad aspirare ai doni straordinari degli apostoli; parla di umiltà, ma stravolge questa qualità asserendo che il cristiano umile è colui che non osa; invece bisognerebbe aspirare a divenire simili ai primi cristiani e agli apostoli, soffrendo, altrimenti è una «manifesta ipocrisia».
(Diario, ed. cit., p. 69.)
Un ascetismo ora superato, perché secondo il filosofo nella prima fase il Cristianesimo lottò contro le tendenze grossolane prima di educare le persone verso l'ascesi. Pensa inoltre che il proprio impegno nel Cristianesimo abbia un compito ben preciso, la battaglia in futuro sarà proprio far valere «l'eterogeneità del Cristianesimo di tener aperta la possibilità dello scandalo [...]». Forse il suo compito nel Cristianesimo sarà proprio quello di potenziare l'ascesi come base di formazione cristiana, perché il pensiero astratto a lui contemporaneo tendeva in maniera errata a identificare l'essere cristiano con la cultura e la prudenza. La battaglia, ribadisce, sarà combattuta proprio sul fronte di far comprendere a tutti l'eterogeneità del Cristianesimo. Lui stesso si ritiene eterogeneo, anche se non si aspetta più come una volta che Cristo gli chiedesse l'impossibile (come imitarlo nelle sofferenze fino alla morte): ora ha capito che mentre Cristo ha dato la sua vita per tutti, non obbliga nessuno a dare la propria vita per Lui. Cristo non patteggia, non è meschino ma Grazia infinita, per cui dice: «prendila, ringraziami come piace al tuo cuore, ma liberamente e con franchezza». Un uomo ordinario non ha con Dio un rapporto mediato come il Discepolo o l'Apostolo, «e deve sotto la responsabilità di Dio, far uso della sua intelligenza: egli ha anche una responsabilità, se non ne usa [...]». Il filosofo, dal canto suo, ora si sente spiritualmente arricchito, ha anche acquistato la franchezza, ed è Dio nel suo infinito amore che l'ha portato a questo punto felice anche se gli anni trascorsi sono stati tremendamente dolorosi - 13 febbraio 1853.
Kierkegaard inizia un altro appunto asserendo che, in 1800 anni di storia della Cristianità, non ha trovato nessun modello da seguire come esempio di vero Cristianesimo da cui potesse imparare. Mentre uomini straordinari hanno diffuso il Cristianesimo, a lui toccherà un compito diverso e ben più arduo: arrestare la diffusione menzognera e far sì che la Cristianità si scuota di dosso una massa di persone che sono cristiani solo di nome e non di fatto. Sarà un'opera immane, ma non importa, assolverà tanto meglio il proprio compito.
(Diario, ed. cit., p. 72.)
Anche se gracile, esile e debole, malinconico, sofferente di pene inferiori e ferito nell'intimo dell'anima, ritiene di essere stato dotato di intelligenza eccezionale, probabilmente per non essere completamente disarmato, ma poi scoprendo nel tempo che «la legge della religiosità è di agire contro l'intelligenza». Il dono della sua intelligenza, comunque, non sarebbe servito a scopi propri e sarebbe stata invece un'arma per smascherare "gli imbrogli" che si volevano far passare per cristiani. Perciò Kierkegaard è stato un tormento per il Vescovo defunto di cui egli conosceva la legge della sua intelligenza, benché lui non conoscesse la propria. Contro la mediocrità è essere di comprensione non facile. A molti, che lo fraintendono, non è neppure noto l'uso che egli fa della sua intelligenza, né i contemporanei riescono a comprendere la sua sofferenza. Per questo: «[...] La mia vita è immensamente tesa: mi sento estraneo, così troppo diverso da ciò che occupa gli uomini in generale! [...] Sempre circondato da curiosi, sempre visto come un estraneo, ora oggetto d'invidia, ora di sghignazzamenti, ora di ammirazione, ora di bestiale stupore: si fa di tutto per impedirmi se fosse possibile di essere me stesso». Molti lo trattano come un oggetto interessante. Accenna dunque a ciò che Fredrika Bremer scrisse su di lui e alle caricature feroci pubblicate dal giornale satirico Il Corsaro. Si sente completamente diverso da tutti gli altri uomini, molti di questi «si servono della lingua in modo falso», altri «fanno finta di vivere per un ideale superiore più alto, ma questo non è che pura mistificazione».
In uno degli ultimi scritti, pochi mesi prima della morte, il filosofo si paragona a «un grosso cane da caccia ben addestrato» che interpreta lo sguardo del suo padrone e gli ordini impartiti dalle sue espressioni: «così io seguo con la docilità di un cane, l'onnipotente Maestà del Cielo e della terra, il Signore, unicamente preoccupato dello sguardi di Colui, al cui particolare servizio di buon'ora sono stato assunto». Ragion per cui, sopporta la mediocrità della gente che lo circonda, gonfia di prudenza mondana, che si serve «della lingua in modo falso», che non sa vivere per un ideale superiore e che male interpreta i decisi comandamenti di Dio che come risultato, dovrebbero appiccare il fuoco all'intera umanità. La maggior parte degli uomini vive la propria vita lontana dal grande ideale facendo sì che la vita sia «un inutile spreco», «una genia che a lui non piace», di contro, solo coloro che hanno un'attitudine simile agli Angeli sono da Dio tenuti in grande considerazione. Gli Angeli infatti lodano, adorano e ringraziano il loro Creatore. Un uomo che diventa simile ad un Angelo è un uomo gradito a Dio, un uomo che «non crede a se stesso, ma soltanto a Dio».

#### Il rapporto al padre
Da luglio 1838, Kierkegaard nel suo Diario annota pensieri e considerazioni sul pur severo padre pietista Michael, ringraziando Dio di avergli dato un padre terreno di cui può avere «tanto bisogno» e verso cui mostra rispetto e grande considerazione. - 9 luglio 1838
L'11 agosto il filosofo scrive della morte del padre nella notte di mercoledì 8-9: «Io considero la sua morte come l'ultimo sacrificio che nel suo amore egli ha fatto per me; poiché con la morte non mi ha lasciato, anzi egli è "morto per me", affinché si possa fare di me, se è possibile, ancora qualcosa». Di quanto ha ereditato dopo la sua morte, il ricordo e i molti tratti del carattere paterno, che solo ora si stanno delineando più chiaramente e riesce a comprendere, saranno per lui le cose più preziose. In questo momento di grande sconforto, sente che l'unica persona con cui può condividere e parlare del suo dolore, è solo il suo caro «amico del cuore» [fa riferimento al suo amico Emil Boesen]. - 11 agosto 1938.
(Diario, ed. cit., p. 80.)
Scrive di un «gran terremoto» arrivando a pensarsi soggetto di una maledizione divina, per un'imprecisata "grave colpa" commessa in passato da suo padre e convinto che non avrebbe avuto per questo una lunga vita sulla terra. Scrive di quel periodo come di un particolare tempo in cui era prevalente un «fardello» di dubbi, preoccupazioni e inquietudini, mentre era alla ricerca di «una visione generale del mondo». Riesce anche a ipotizzare un sacrificio diverso, in cui si identifica, proponendo Abramo non come l'esecutore di un comando di Dio, bensì come un carnefice pronto a sacrificare il figlio per malvagia iniziativa personale. Strategia questa che avrebbe permesso a Isacco di maledire, tutto al più il padre Abramo ma mai Dio.
La filosofia: forse sono molti a credere che essa nel suo tempo assolva dovutamente e più che mai al compito di spiegare «tutti gli enigmi», ma Kierkegaard non è d'accordo e definisce la filosofia del suo tempo «stravagante» e «confusa» da cui viene la propria battaglia nel combattere «il carattere della filosofia moderna» che definisce una «falsità abominevole».
Giovanni Climaco (Johannes Climacus): «Anni fa», scrive Kierkegaard, ad «H[afnia]», esisteva un giovane senza nessun'ambizione, ma che provava piacere nel condurre «una vita silenziosa e nascosta». Molti confondevano questo suo atteggiamento come innamoramento per qualche ragazza. Giovanni invece non provava interesse per nessuna giovane, anche se innamorato lui in effetti lo era, «era innamorato perdutamente, [...] del pensiero o piuttosto del pensare», innamorato del «"passaggio dei concetti", in cui i concetti si concatenano gli uni gli altri»; in cui l'ascolto non è quello della voce di una giovane amata, bensì «il gorgogliare misterioso delle idee»; uno sguardo sognante, non per l'immagine di una probabile fidanzata, ma per «il movimento delle idee [che] gli diveniva quasi visibile».
Di fatto, quindi, si sente estraneo al mondo. Non esce quasi mai, e siccome l'ambiente familiare non è proprio ricco di distrazioni, si abitua a «occuparsi di sé stesso e dei suoi pensieri». La sua infanzia era stata molto rigida, controllata da un padre severo. Quando Giovanni chiedeva di uscire, il padre gli opponeva, quasi sempre, un rifiuto. In compenso, quel padre severo ma fantasioso e con «una dialettica irresistibile», gli proponeva di passeggiare con lui nella stanza, tenendolo per mano e "viaggiando" in ogni luogo in cui Giovanni desiderava recarsi. In quei viaggi immaginari il padre si sforzava di essere il più realistico possibile: salutava i passanti, illustrava la frutta della fruttivendola e raccontava piacevolmente ogni avvenimento insignificante colorandolo di molti particolari e contribuendo a sviluppare la fantasia di Giovanni. In tutto ciò Giovanni non venne mai respinto, il padre gli dedicava tutto il tempo possibile e tutto questo con soddisfazione di Giovanni.
In quel periodo, mentre il padre di Giovanni contribuiva a sviluppare la sua fantasia, la scuola gli faceva provare altri piaceri come quello della grammatica latina e, in particolar modo, quella greca. In definitiva, «tutta la sua vita non era che pensiero».
Giovanni Climaco «andò all'Università e sostenne i primi esami», e ormai ventenne, si accorse che nessun cambiamento era avvenuto in lui che rimaneva ancora estraneo al mondo ma interessato ai discorso degli altri «filosofanti» la cui compagnia cercava, anche se in cuor suo non aveva mai desiderato essere filosofo e consacrare la sua vita alla sola speculazione. Il pensiero restava la sua passione, anche se conscio di non aver «abbastanza riflessione per raggiungere una consistenza più profonda», visto che dedicava tempo sia a cose insignificanti sia a cose davvero importanti. In tutto questo, Giovanni cercava in un certo senso di autodisciplinarsi e piegare la propria volontà, tanto che avendo imparato dal padre che "volere è potere" ripeteva ad alta voce: "voglio!", in tutte quelle cose per cui la "volontà" era importante per conseguire un cambiamento.
Kierkegaard, annota a questo punto un'altra scena autobiografica che titola: La disperazione silenziosa. Un racconto. Anche in questa scena parla di un padre e di un figlio, ambedue arguti e «forniti di grandi doti di spirito», ma ambedue "malinconici". Il padre si accorge che il figlio cova una «disperazione silenziosa» e ne prova pietà, pietà che viene recepita dal figlio con molta commozione. Il padre si ritiene responsabile e colpevole della malinconia del figlio e il figlio, a sua volta, colpevole per quella del padre; ma «un'angoscia impedì sempre che si confidassero l'uno con l'altro».
In una sezione intitolata Carte sparse 1844: «Il figlio che scopre involontariamente tutto il retroscena, senza avere il coraggio di andare in fondo. Il padre è un uomo stimato, pio e austero; solo una volta, in stato di ebbrezza, gli sfuggono alcune parole che fanno sospettare la cosa più orrenda». Questa convinzione, basata solo su quella sporadica asserzione del padre che non osò mai approfondire né con il padre né con qualsiasi altra persona, ha dato origine alla propria infelicità.
Alla morte del padre, annota il filosofo, Sibbern pensava che ormai avrebbe desistito dal dare l'esame di teologia. Aveva torto, Kierkegaard dette quell'esame che probabilmente non avrebbe mai dato se il padre fosse stato ancora in vita. Anche Pietro [suo fratello], sbagliò previsione quando Søren ruppe il fidanzamento con Regina, pensando che "si sarebbe perso". Invece fu grazie a quel passo, riconosce qui il filosofo, che è diventato quello che è, «immergendomi nell'esistenza del puro spirito». Se fosse diventato felice in amore probabilmente sarebbe stato un altro uomo, e invece è diventato scrittore, ritrovando se stesso grazie all'assistenza e alla benevolenza di Dio. «La mia vita con Dio è stata proprio quella di un figlio col padre». Riconosce che, al padre terreno, ora morto, deve tutto perché fu lui a indirizzarlo spiritualmente sin dall'inizio; a raccomandargli, fin dall'infanzia, di amare davvero Gesù Cristo. Per questo la morte del padre è stata «un colpo così tremendo che non ne ho mai parlato con nessuno». Fu grazie al padre che nonostante si sentisse sul punto di scandalizzarsi del Cristianesimo, continuò a essere cristiano e a impegnarsi nell'esporre il Cristianesimo come si conviene, nel modo più veritiero possibile, in contrasto con tutte le chiacchiere che si dicono su di esso. «E tuttavia mio padre era il padre più amoroso: di lui sentivo e sento un'intima nostalgia, tanto che nessun giorno ho mai trascurato di ricordarlo mattina e sera».
Rileva che nonostante lo stato delle sue finanze sia allarmante e la propria salute molto cagionevole, lui confida nell'altro Padre, quello celeste. Ricorda quindi che non ha mai provato la gioia d'essere bambino proprio per l'«inquietudine interiore [che] mi portava ad essere sempre fuori di me stesso». Nella propria «malinconica tristezza» e «ironia esuberante», proprio per la severa educazione ricevuta, si sente di essere «stato vecchio quando aveva appena otto anni e di non essere mai stato giovane».
La parte finale di questa sezione del Diario si conclude con tre discorsi sulla parabola del figlio prodigo: Il Figliuol Prodigo, Il Padre e Il Fratello, quindi con una considerazione intitolata: Della mia situazione personale e una intitolata: Timore e tremore. Abramo.
Premette che si tratta di un racconto semplice con pochi personaggi principali: un padre, un figlio e un fratello, nessuna donna e nessuna parola d'amore, questa è la parabola del Figliuol Prodigo.
Il Figliuol Prodigo. Stufo di stare a casa e di condurre una vita ripetitiva fatta dalle stesse cose, il figlio vuole evadere, «una vecchia storia», in cui la casa del padre diventa ben presto, per un giovane, troppo stretta. In contrasto con una figlia femmina che sospira dietro una finestra ma che nella casa del padre rimane tranquilla, un giovane deve uscire, andare via. Nonostante si possa contestarne il diritto, il padre non lo fa, non si oppone alla richiesta del figlio di ricevere la sua parte in denaro e quindi andare via. Il figlio va via in un altro paese, all'estero, e scialacqua in breve tempo il denaro datogli dal padre. Se fosse stato vicino al padre probabilmente non avrebbe speso tanto, e nemmeno così velocemente. Il fatto che il padre non gli stia vicino, è visto da Kierkegaard come un vantaggio, una salvezza per il figlio irresponsabile e scialacquatore: permettere al figlio di fare esperienza nella scuola della vita. Il racconto continua con le compagnie di quel figlio, cattive fin dall'inizio e fatte di meretrici con cui ha dissipato tutto il denaro ricevuto dal benevolo padre. «Poi egli ritornò in se stesso» e il viaggio all'estero terminò. Il filosofo fa notare che tale viaggio non finisce con il ritorno a casa del figlio, ma termina con «il ritorno in se stesso»'.
Il Padre. Kierkegaard fa notare che in questa parabola molti focalizzano l'attenzione solo sul figlio, dimenticando il padre che è invece una figura estremamente importante nella parabola. Lo definisce un padre molto strano. Nota che questo padre diventa davvero padre nell'avere un figlio prodigo. Altri padri vogliono essere padri di figli senza difetti, virtuosi. Nessun padre preferirebbe essere padre d'un figlio prodigo, tranne il padre della parabola che il filosofo definisce un padre che «voleva essere proprio il padre del figlio prodigo». Strano inoltre, ad avviso di Kierkegaard, è il fatto che questo padre preferisca nelle attenzioni più il figliuol prodigo che l'altro figlio. Il figlio prodigo non è cosa rara al mondo, ma raro può essere un padre che si comporta come questo della parabola, e infatti si sta parlando di ciò che tale padre rappresenta, ovvero il Dio nei cieli. Ma conosciamo bene questo padre. Un figlio che vuole abbandonare un padre amorevole è un figlio ingrato, ma questo padre non glielo fa pesare, non ci pensa perché è troppo concentrato sul figlio prodigo. Inoltre è ingiusto che il figlio chieda la propria parte d'eredità mentre il padre è ancora in vita, perché così facendo è come se lo considerasse già morto. «Questo padre può sopportare tutto e tuttavia continuare ad essere padre». Sopporta il progetto del figlio che vuole partire, sopporta la sua partenza, sopporta la perdita del figlio e la sua cattiva condotta, ma rimane sempre suo padre.
Il Fratello. Si considera per abitudine il fratello come il duro della parabola. Kierkegaard considera sbagliata questa valutazione. «Umanamente parlando ha ragione lui». Il suo malcontento, ad avviso del filosofo, è ben giustificato. Questo figlio si sente quasi abbandonato perché vede le attenzioni del padre, gioioso, rivolte solo al figlio peccatore. È come se questo padre rifiutasse di essere padre di un figlio che si è comportato bene, favorendo solo il figlio degenere. Ma attenzione, sottolinea qui il punto principale: «Nel figliuol prodigo si ha una vera conversione». Quindi Kierkegaard evidenzia un unico difetto nel ragionamento di questo figlio perbene: lui che ha sempre voluto bene al padre e proprio per la gioia e contentezza del padre, doveva essere felice come suo padre e non invece critico. In fondo, tra i due fratelli, «uno disse di sì e non lo fece; l'altro disse di no e fece la volontà del padre».
Analizzando la sua situazione personale, Kierkegaard ribadisce «la disgrazia» di aver ricevuto un'educazione cristiana severa, di essere «umanamente infelice», ma che proprio sulla base di «questo dolore potei esplicare poi un'eminente esistenza di scrittore», per cui non avrebbe potuto mai ringraziare Dio nel modo dovuto. Ricorda del severo, ma amato padre, un aneddoto della sua infanzia, per cui pensava avesse usato due pesi e due misure: il mancato rimprovero alla sorella Nicolina per aver rotto una terrina di valore e la grossa sgridata a lui per aver rovesciato solo una saliera sulla tavola. Il padre, sempre pronto ad ascoltarlo, rispose alla protesta del piccolo Søren in un modo che lo colpì grandemente, ovvero: «Ebbene, vedi, quello era un oggetto così prezioso che non c'era bisogno di sgridare. Tua sorella capiva bene da sola ch'era male. Ma quando si tratta di una cosa insignificante, è allora che bisogna sgridare». Kierkegaard trova in questa storia, apparentemente insignificante, «la grandezza degli antichi»: «questa oggettività che non sgrida a seconda dell'impressione individuale, ma in modo puramente oggettivo, secondo la sola necessità del rimprovero.»
Ipotizza una storia biblica diversa del sacrificio di Isacco fatto da Abramo. Abramo che sacrifica suo figlio vibrandogli un colpo di coltello e lo uccide e Dio che gli appare in forma corporea e gli dice: «Che fai, povero vecchio? Non pretendevo da te una cosa simile! Tu eri il mio amico, ed io volevo solo provare la tua fede. Anche all'ultimo momento ti ho gridato: Abramo, Abramo fermati!». Abramo che si giustifica asserendo di non aver sentito l'ulteriore comando di rettifica di Dio forse proprio perché stava compiendo un'azione insolita e tremenda ed era molto teso. Non solo, ma un comando di rettifica giunto all'ultimo momento, si giustifica Abramo, poteva prestarsi a fraintendimenti: giungeva davvero da Dio, o dal tentatore che voleva trattenerlo dal portare a termine l'iniziale volontà divina? O avrebbe dovuto pensare che era invece il comando ricevuto in precedenza, quello che gli chiedeva di sacrificare Isacco, ad essere quello del tentatore? Il racconto ipotetico continua: Abramo che torna a casa e Dio che gli dà un secondo Isacco ma non è contento perché rileva che l'Isacco ricevuto non è lo stesso dell'Isacco che aveva sacrificato. Tanto che si lamenta con Sara e gli dice: «Fu però una cosa strana che sia stato Iddio a volere che io sacrificassi Isacco: questo era certo, eternamente certo. Dio stesso non lo può negare. E poi quando poi io lo feci per davvero ecco che era uno sbaglio da parte mia: non era più volontà di Dio...». Una storia ipotetica per dimostrare che cosa? Il filosofo danese lo spiega. «Il padre della fede Abramo» lungi da essere il personaggio di quell'ipotetico racconto, dimostrò una fede incondizionata, senza riserve proprio perché fu pronto ad ubbidire immediatamente all'ultimo momento, senza chiedersi perché e per come. Era Dio a dare quell'ulteriore comando che stravolgeva il comando ricevuto in origine e quindi doveva ubbidire. Si, Abramo fu «grande», e nessuno può essere più grande di lui.

#### Il rapporto a Regina
In questa sezione Cornelio Fabro ha scelto alcune pagine del Diario su Regine Olsen, la fidanzata di Kierkegaard dall'8 settembre 1840 all'11 agosto 1841, date ufficiali della promessa di matrimonio e della rottura da parte di lui. Vi ci sono raccolte espressioni da innamorato, elogi della bellezza e dell'innocenza di lei, considerazioni più generali sulle donne, sull'infelicità e sulla felicità, sulla differenza tra sé e la ragazza. Racconta di un incontro casuale in chiesa, dove, salutandolo, le pare spavalda, si sfoga accusandola di vanità, analizza il proprio comportamento, giustificandosi per aver agito con umiltà nel porre l'esigenza religiosa prima di quella mondana. Fa riferimento a un proprio scritto (poi incluso negli Stadi) non volendo però che la sua storia d'amore "svapori" in poesia. Sa di aver fatto quel che "ben pochi avrebbero fatto al mio posto", restandole fedele e leale, ma allo stesso tempo nascondendole di soffrire per lei, affinché lei potesse accettare il suo allontanamento senza sentirsi in colpa. L'incontro con lei, d'altra parte, l'ha aiutato a divenire scrittore, dando "qualcosa da masticare" alla propria malinconia: "devo il mio meglio a una ragazza: non l'ho proprio imparato da lei, ma per causa di lei".
La ragazza sposa un altro (il 3 novembre 1847), e Kierkegaard capisce che se lei sapesse quanto lui l'amava ancora, si pentirebbe del matrimonio: "ciò che la sostiene è il pensiero che, malgrado le doti che riconosceva in me, nonostante l'ammirazione e l'amore che mi portava, io mi sarei comportato con lei in modo ignobile". "Aut Aut e specialmente il Diario del seduttore l'ho scritto per lei, per svincolarla da me". Aggiunge che avrebbe bisogno di essere buono con lei, ma non osa: "potrei in verità dire che l'amavo, ch'era l'unica creatura che amavo sempre più, che l'amavo anche quando l'abbandonai e che non amerò mai più nessun'altra [...]. Darle una spiegazione, qualora la cosa fosse possibile, può per essa divenir pericoloso, potrebbe disturbare l'illusione del suo matrimonio".
Più volte tenta di ripercorrere le tappe di questo fidanzamento riassumendole, ritiene di essersi sacrificato ("esistono uomini il cui significato è precisamente quello di esser sacrificati per gli altri"), che lei, a sua volta, era disposta a sacrificarsi per lui (e di conseguenza lui si sarebbe sentito una "canaglia"), se si fosse sposato con lei l'avrebbe "schiantata", perché "per lei io ero troppo pesante ed essa per me troppo leggera" e quindi anche lui avrebbe fatto un capitombolo. Averla amata e aver lasciato che lei sposi un altro l'ha messa in condizione di non essere una "mendicante" della propria "incorporeità". Invece in questo modo (l'unica cosa giusta) lei appartiene alla storia: "la mia vita esprime ch'essa era l'unica amata: tutta la mia esistenza di scrittore la deve mettere in luce. E se non sarà prima, nell'eternità essa certamente mi comprenderà" - 7 settembre [1849]
(Diario, ed. cit., p. 133.)
In altre pagine, che ripercorrono la propria vita e ne tentano un bilancio, il riferimento a Regine è d'obbligo: la consapevolezza della sofferenza, dell'orgoglio, della tentazione di cedere, della malinconia, si mescolano a pensieri sulla responsabilità nei confronti di lei. Racconta del rapporto con il padre della ragazza, che ha intercesso per lei (poi morì il 26 giugno 1849), della propria decisione di passare per "canaglia" pur di "rimetterla a galla, per renderla libera, e darle la spinta per il matrimonio", considera il marito una brava persona, avrebbe piacere a parlare ancora con lei, ma non osa perché pensa che lei "può sorpassare il limite", lei non capirebbe la propria gioia di avere un rapporto solo fraterno e di sola amicizia.
Rivela che di ogni propria opera fa stampare due copie speciali, una per sé e l'altra per lei, chiudendola in un armadio, e di averle scritto una lettera da consegnarle solo dopo la propria morte, resta sorpreso di come lei dimentichi in fretta (un modo femminile di vivere nell'immediatezza): "In un certo senso la donna è un essere tremendo. C'è in lei una forma di abbandono che mi spaventa, perché è tanto contraria alla mia natura [...]: un essere dialettico, dotato di fantasia malinconica e con un fardello pesante di religiosità". Si rattrista per il fidanzamento della sorella di Cornelia, sorella di Regine, che con la sua "femminilità d'eccezione" aveva detto, mentre tutti lo consideravano una canaglia, che, pur non capendolo, credeva fosse "un brav'uomo".
(Søren Kierkegaard, Diario, ed. cit., pp. 150-51.)

#### Il rapporto a Mynster
Le pagine riunite in questa sezione riportano le opinioni di Kierkegaard sul vescovo Jacob Peter Mynster, sulle sue prediche, su quanto orgoglio vi pone e su quanta umiltà ci vorrebbe piuttosto a fare il predicatore. Si augura di diventare un giorno un predicatore di campagna, lontano dall'«ordine stabilito» cui la Chiesa danese sembra attenersi; si sente incompreso da Mynster, che non capisce i suoi libri e lo riceve malvolentieri o non lo riceve affatto; lo considera troppo "urbanizzato" e promotore di una Chiesa di Stato.
«Non ho mai fatto nulla per cercare la sua approvazione e il suo consenso, ma avrei provato un piacere indescrivibile nel saperlo d'accordo con me» - scrive il 5 novembre 1847.
Kierkegaard sente di essere stato educato dalle prediche di Mynster, che quasi si confonde con la figura del padre, e prova per lui amore e ammirazione. Sa tuttavia che per un vero cristiano è impossibile "diventare" qualcosa di grande nel mondo e sa, allo stesso tempo, che senza volontà e generosità non si può esercitare il Cristianesimo e si rischia di essere, come Mynster, solo dei vigliacchi. Mynster è troppo legato alla propria carriera; ha sostituito all'abnegazione, alla mortificazione e all'ascesi, un'idea di Cristianesimo come cultura, persino come raffinatezza, niente affatto umile. Kierkegaard non vorrebbe indebolirne il lavoro, ma sa d'essere d'altra natura e persino che, in fondo, il vescovo lo capisca, ma che "questo diventa in modo indiretto una condanna di tutta la sua posizione, come in realtà anche lo è". "C'è in me una specie di passione per la verità e per l'idea che a lui è completamente estranea", aggiunge.
I propri libri hanno aumentato l'imbarazzo del vescovo che è passato da ritenerli esagerazioni poetiche e umoristiche a considerarli esasperanti e dolorosi e perciò da contrastare. Ma Kierkegaard sa di non poter essere perdonato perché dice (ricordando una massima di La Rochefoucauld) che "si perdona facilmente a chi ci ha fatto un torto, ma non si perdona – e tanto meno, quanto più si è superbi – a colui al quale si è fatto un torto". Perciò Mynster non può perdonarlo, nonostante in fondo Kierkegaard consideri la propria dedizione a lui immutata.
Nella rassegna delle pagine sul problema del proprio rapporto con Mynster si arriva nel 1854 a considerazioni successive alla sua morte. Qui Kierkegaard dice di aver ascoltato tutte le sue prediche tranne l'ultima e che questo è un segno della Provvidenza. Dato che avrebbe volentieri aspettato che il vescovo morisse prima di dedicarsi alla propria attività di scrittore, ma non poté farlo per esigenze economiche, ritiene che Mynster si aspettasse di vincere alla lunga distanza, forzandolo a cedere perché proprio da un punto di vista finanziario non poteva tenergli testa. I due, nell'essere antitetici (come riteneva Kierkegaard) o complementari (come gli disse una volta Mysnter) sono entrambi predicatori del Cristianesimo, ma con posizioni diverse, uno senza veli e l'altro all'interno della prudenza mondana, anzi con concezioni diverse del Cristianesimo, poiché il primo vuole portare a termine il compito di soddisfare l'eternità e il secondo si accontenta falsamente di soddisfare il proprio tempo, con il quale viene a patti.
Kierkagaard ritiene di non aver attaccato pubblicamente il vescovo, ma di avergli espresso le proprie opinioni in privato, ma poiché Mynster non aveva timore che del pubblico, l'ha ignorato e ha continuato a declamare come un eudemonista senza carattere.
L'ultimo estratto a tema Mynster di questa edizione ridotta del Diario riporta le parole "davanti alla tomba" (come "di moda" tra i pastori che vi si recano per dire tutti le stesse cose):
(Søren Kierkegaard, Diario)

### Parte seconda: La crisi del pensiero

#### Premessa
Formatosi da giovane «in ambiente hegeliano», Kierkegaard si rimprovera questa sua passata compiacenza e ben presto prende le distanze da Hegel e dalla sua filosofia. Critica tutta la filosofia del suo tempo: «il punto di partenza del dubbio radicale, ch'è una ribellione contro Dio, l'identità di essere e pensiero, l'identità di esterno e interno come di soggetto ed oggetto... di cui si occupa» principalmente in Postilla conclusiva non scientifica alle briciole di filosofia. Il suo pensiero è riassunto nei seguenti momenti:
1. Professione di realismo. Il filosofo si dichiara «educato alla scuola dei Greci», Socrate in primo luogo, quindi Platone e Aristotele: «la sua difesa del principio di contraddizione contro la negazione hegeliana ne è una prova»[62].
2. Professione di dualismo. «Il dualismo si esprime secondo almeno tre piani di struttura della coscienza umana; prima nel rapporto dell'uomo con la natura e con gli altri uomini; poi, nella struttura dell'uomo come sintesi di finito e infinito, di tempo e di eternità; infine nel rapporto dell'uomo con Dio ch'è l'Assoluto onnipresente e la Causa onnipotente che fonde ogni libertà»[62].
3. Professione di trascendenza. «La trascendenza può presentarsi a un doppio piano o livello. Anzitutto con l'ammissione dell'ordine metafisico: Dio in cielo. L'esistenza di Dio è per Kierkegaard il prius metafisico che non si discute. La libertà umana in particolare è possibile unicamente sul fondamento della creazione e della trascendenza assoluta del creatore. Poi viene la trascendenza teologica, alla seconda potenza: Dio nel tempo. Essa si manifesta nel piano misericordioso di Dio di salvare l'uomo - distanziatosi infinitamente da Dio col peccato - mediante la venuta di Dio nella storia. Il paradosso eminentiori modo è la forma decisiva di questa trascendenza»[62]

«La libertà come soggettività costitutiva, e perciò come l'autentico cominciamento della vita dello spirito, è l'argomento dei due saggi più originali e profondi di Kierkegaard: Il concetto dell'angoscia e La malattia mortale - ma squarci importanti sulla libertà si trovano dovunque nelle sue opere. In particolare il Diario può servire da verifica e commento di quelle complesse e ardite analisi [...]. Il punto di vista di Kierkegaard è che la libertà che sceglie il finito perde se stessa e lo stesso finito: solo scegliendo l'infinito, essa ottiene quel punto di Archimede che le permette di sollevare e trascendere il mondo per fondarsi nell'Assoluto».
«Il problema della verità, e della ricerca e determinazione della verità, fa capo a una decisione esistenziale», in antitesi al pensiero di Heidegger e al suo «oblio dell'essere», cui oppone «la riserva capitale che se l'essere si fa poi coincidere con la (nella) "presenza" (Anwesenheit) di (alla) coscienza, ci si preclude definitivamente ogni passaggio alla fondazione dell'Assoluto. Come, perciò, l'oblio del fondamento nella sfera dell'essere ha portato al pragmatismo assoluto, così l'oblio del fondamento dell'agire ha portato all'immoralismo moderno: non meno grave quindi dell'oblio dell'essere, e sua diretta conseguenza, è stato "l'oblio della libertà" (Freiheitsvergessenheit). Da esso procede lo staticismo ossia quell'impossibilità di "divenire" che Kierkegaard rimprovera sia al razionalismo (Spinoza, Lessing...), sia all'idealismo panteistico (Hegel) che al volontarismo assoluto (Schelling, Schopenhauer...).».
Kierkegaard vuole «svincolare alla radice la vita dello spirito dalla gabbia di qualsiasi sistema per attuarla come "libertà di scelta radicale"». Rimprovera alla filosofia moderna il pensiero impersonale e astratto e fa notare che lo stesso Kant ne è vittima con il suo "io penso" della Ragion pura ma anche col "tu devi" ovvero l'autonomia morale della Ragion pratica che finisce per sancire la mancanza di ogni legge e l'abbandona al puro sperimentare. Profeta di tempi e uomini «a venire», Kierkegaard rivendica «la distinzione fra intelletto e volontà e la superiorità della libertà sulla scienza, la fallacia dei sistemi e la priorità della persona (il Singolo davanti a Dio)».

#### Il rapporto all'ambiente
Cornelio Fabro in questa sezione sceglie 34 estratti sul tema del rapporto tra il filosofo e la Danimarca del suo tempo, dai politicanti agli ipocriti, dagli invidiosi ai vigliacchi, incluso certi giornalisti. Il tema principale è quello della Folla ignorante, pettegola e provinciale, senza vero timore di Dio. Il filosofo si lamenta degli attacchi subiti, del fatto d'essere trattato da una «specie d'inglese [...] originale mezzo pazzo» con il quale tutti hanno il diritto di divertirsi. La propria produzione letteraria è considerata una specie di «mania», magari da saccheggiare senza citare nelle conferenze cittadine. Dietro tutto ciò si nasconde l'altrui convinzione della sua grandezza e della grandezza del suo compito, ma questo non si può ammettere, preferendo invidiarlo.
In un appunto sembra percepire, seppure per ora maltrattato da tutti, quello che sarà il suo destino, di assumere su di sé e rappresentare tutto il proprio paese. In un altro sa che se non avesse ricevuto l'educazione religiosa sarebbe un poeta, ma non vuole esserlo, perché significherebbe «rapportarsi all'ideale solo con la fantasia [...] così sono anche i pastori» che «siccome son pastori, sono - in un certo senso ancora più profondo – dei poeti, quindi "imbroglioni", come già Socrate aveva bollato i poeti [...]. I pastori, i professori di filosofia, i poeti hanno usurpato il posto dei servitori della verità, certamente a proprio vantaggio, non però a vantaggio della verità».
Ricorda qui le tre volte che ha incontrato Cristiano VIII e la regina che lo hanno trattato con amabilità, senza veramente dar segno di capirlo. In una pagina successiva si sente debole e prossimo alla morte, sapendo altresì che la Danimarca ha bisogno di una vittima e anzi scegliendolo, sapendo tuttavia che «i conti torneranno»
Un altro attacco nelle pagine personali è contro il giornalismo, che è demoralizzante e promuove l'opinione comune trincerandosi dietro la medietà e il «benessere medio» Riprendendo la definizione di Schopenhauer, secondo il quale i giornalisti sono «noleggiatori di opinioni», Kierkegaard vede nelle opinioni un mascheramento e una mascherata, prima nel suggerire che bisogna avere opinioni e poi nell'offrirne una, trasformando i lettori di giornali in esseri ridicoli.
Altri fastidi li prova verso i docenti («mi fanno ribrezzo»), contro la presunzione delle "scienze naturali", la tracotanza degli esperimenti che vogliono sostituirsi a Dio e sostituire la Rivelazione con la spiegazione, inclusa la teologia scientifica che non è mai impegno etico. Il fatto è che Dio non è vanitoso, «non vuol far sfoggio di quello che sa».
(Diario, ed. cit., p. 199.)
Il penultimo estratto della sezione parla dello Stato, prendendo distanza da Hegel che lo considerava la "vera virtù" e ritenendolo piuttosto un male che un bene, «un male necessario, in un certo senso vantaggioso e utile», ma che non è altro che l'«egosimo umano nelle sue grandi dimensioni e proporzioni», soggetto continuamente alla sofisticazione e alla scepsi. Invece il cristianesimo non ha bisogno di nobilitarsi attraverso lo Stato (sempre corrotto dalla prudenza calcolata).
Con un appunto sulla propria "rinomanza" si chiude la scelta di Cornelio Fabro, qui dove Kierkegaard sembra scherzare sul fatto che forse non avrà la fama di naturalista che merita per aver scoperto una specie di «insetti parassiti: voglio dire i pastori e i professori. Codesti parassiti, voraci e sfruttatori, che hanno perfino la sfacciataggine (che gli altri parassiti non hanno!) di voler passare per i veri amici e seguaci di coloro delle cui sofferenze essi vivono».

#### Critica alla filosofia del tempo
A ventiquattro anni Kierkegaard annota una critica sull'idealismo tedesco, lo fa con un'illustrazione: il corvo che perde il formaggio grazie all'eloquenza della volpe per sottolineare come «una specie di riflessione fa perdere completamente l'oggetto», ovvero ciò che di fatto è la stessa dottrina (hegeliana), la quale «quando tutto è andato perduto, non ha trattenuto che se stessa» - 24 novembre 1837.
Un pensiero metafisico che pretende di pensare nello stesso tempo la realtà storica, è un pensiero che inganna. Dubbio sì, ma non un dubbio "perpetuo" che non giunga mai a una conclusione e infatti all'hegelismo rimprovera proprio il fatto che non stabilisce «il limite entro il quale ogni fenomeno può diventare reale». La storia è un'unità di metafisica e di casualità, casualità che permette che ogni avvenimento possa riprodursi in infiniti altri modi, ciò che per il punto di vista di Dio è la "Provvidenza" e per gli uomini è invece la "Storia". Sotto la storia l'individuo dovrebbe essere libero e felice. L'unità della metafisica e della storia si trova nella coscienza dell'Io che rappresenta «il punto di partenza della personalità»: personalità che prende coscienza della propria «necessità divina» con un io, «non evanescente» che non abbandoni la «sua finitezza», ma che permetta alla Divinità di abitare in lui. - 4 luglio 1840.
Tutta la filosofia moderna è «un'introduzione alle possibilità di filosofare». Con Hegel, riconosce Kierkegaard, si è giunti a una forma più profonda di quello che «la filosofia precedente aveva preso immediatamente come cominciamento». «Ma con tutto il pensiero che, partendo da questa immediatezza (o che ora è felice di questo risultato), entrò nella contemplazione antropologica autentica, non si può dire che con esso si sia veramente fatto il cominciamento». - 5 luglio 1840.
Mentre la filosofia precedente aveva un punto di partenza positivo, per Aristotele la filosofia cominciava con la "meraviglia"; per quella dei tempi di Kierkegaard, si comincia invece da un pensiero negativo: il "dubbio". Il filosofo critica questa presa di posizione e spiega che, per fortuna, se si riesce ancora ad avere un certo successo nel "metodo", è perché non si è poi andati fino in fondo al "negativo", anzi, a suo avviso, il dubbio dei filosofi del suo tempo, altro non è che civetteria.
In uno dei suoi viaggi a Berlino in Germania, dove si era recato per seguire alcune lezioni sulla filosofia di Schelling, Kierkegaard scrive una lettera a suo fratello Pietro. La lettera, ironica e sarcastica, critica la filosofia di Schelling: «chiacchiera in un modo del tutto insopportabile [...] Tutta la sua teoria sulle potenze rivela la più grande impotenza». Nella lettera Kierkegaard preannuncia il suo ritorno anticipato a Copenaghen visto che non avrebbe potuto sopportare un'ulteriore lezione di Schelling («A Berlino io non ho più niente da fare [...]. Se Schelling non avesse chiacchierato, probabilmente non mi sarei rimesso in viaggio») e concludendo prima dei saluti al fratello, scrive: «Credo che mi sarei completamento rimbecillito, se avessi continuato ad ascoltare Schelling» - febbraio 1942.
Critica il principio di Cartesio definendo il suo "Ego cogito, ergo sum, sive existo" uno scontato gioco di parole, dove quell'"io sono" altro non significa che "io penso". Loda coloro che sono impopolari perché osano spingere «un pensiero fino in fondo» e ammira l'«ignoranza» di Socrate che non usa espressioni raffinate e il cui pensiero impegnando la «forza dell'esistenza», è imparagonabile a tutta quanta la filosofia di Hegel.
Il punto decisivo nella vita è la riflessione etica che di fatto rappresenta la misura dell'esistenza umana; misura che non riguarda però la "quantità", bensì del "come" tale misura venga usata usando il medesimo metro legale.
La fertile fantasia di Kierkegaard immagina a questo punto del Diario un colloquio surreale che avviene nell'oltretomba fra Socrate e Hegel, dove la supponenza di Hegel («Io, che ho scritto ventun volumi [...] ho trattato il complesso delle scienze e della storia universale») contrasta con la pacata ironia del filosofo greco («Per gli dei dell'Olimpo, tu hai sacrificato un'ecatombe [...] Tu sai che a Polo non ho permesso di parlare di più di cinque minuti per volta, e tu vorresti discorrere per 21 volumi...?»).
Ricorda l'anziano prof. Nielsen che agli agi materiali della vita terrena contrappone con fiera rassegnazione un «devo soltanto pensare a morire». Le pagine che seguono in questa sezione del Diario sono, dopo le critiche rivolte precedentemente a Schelling, Cartesio e quelle costanti rivolte a Hegel, considerazioni o analisi del pensiero di filosofi come Baruch Spinoza, Gotthold Ephraim Lessing, Ludwig Feuerbach, Friedrich Schleiermacher, Immanuel Kant e Arthur Schopenhauer, oltre che a personaggi religiosi e teologi come Jacob Peter Mynster, Hans Lassen Martensen e Julius Müller. Mentre rimprovera la loro scarsa coerenza tra parola e azione, ammira Cristo, Socrate e Pascal per la coerenza del loro pensiero che ha permesso di condizionare positivamente le loro vite.
Analizzando parte dell'opera principale di Spinoza, Ethica, fa rilevare che il filosofo olandese rigetti la concezione teleologica dell'esistenza, quindi critica il retaggio millenario creatosi su temi come "vita" ed "esistenza": «Si confonde il problema stesso dell'esistenza, con il suo riflesso nella coscienza degli eruditi di tutte le generazioni», enuncia quindi il suo punto di vista: «In ogni problema esistenziale, l'essenziale è sempre ciò che esso significa «per me»; dopo di che io resto libero, se ne avrò la possibilità di trattarlo da scienziato», incominciando appunto da «una riflessione puramente etica». «Ciò che spinge a cominciare è la "meraviglia". Ciò di cui si comincia è la decisione». Quindi affronta, polemicamente, un tema dominante nelle sue critiche ai filosofi del tempo: l'incoerenza. Incoerenza che si manifesta nel comportamento nella vita di ogni giorno di costoro, assai diverso da quelle che sono le categorie nella loro speculazione («essi vivono in categorie diverse da quelle in cui speculano» e «si consolano con qualcosa di tutt'altro da ciò di cui parlano con tanto zelo»). Ad avviso di Kierkegaard quindi: menzogna e confusione che da Hegel ad altri filosofi, regna «nelle scienze». La "natura" «è sofistica» così come la "scienza" si basa su un «invisibile che non si può percepire ma soltanto credere». Invece di rimanere muti dinnanzi a tutta questa "bellezza", si pensa che l'"immenso sapere sia la "spiegazione, di conseguenza siccome in ogni generazione ci sono ben pochi dialettici, e sempre meno saranno, «la scienza naturale finirà di imprigionare tutta l'umanità».
Kierkegaard ammette che esistono senza dubbio scrittori «più acuti e più geniali» di lui, ma quanti di questi hanno «reduplicato» (reduplicare vuol dire essere ciò che si dice) più di lui il proprio pensiero? Si può essere acuti nell'esprimere i propri pensieri nei libri, ma ben altra cosa è «raddoppiare dialetticamente il "pensato" nell'esistenza». «La reduplicazione di questo pensiero è azione nella vita». Ogni pensatore che non duplica e che quindi predica nei suoi scritti in un modo, ed agisce poi in un altro, illude!
La grande confusione dei suoi tempi è dovuta all'abolizione dell'«abisso immenso della differenza qualitativa» esistente fra Dio e l'uomo, tanto che nella Dogmatica (con la Logica e la Metafisica) dei suoi tempi, Dio è schernito più ancora di quanto lo fosse fra i popoli pagani. Filosofie teocentriche, abolizione di ogni etica e "spirito di ribellione", lamenta il filosofo, sono il risultato dello spirito "pagano" dei "tempi moderni", in contrasto con il proprio pensiero che crede fermamente che «l'uomo è nulla davanti a Dio », e bisogna andare alla «sua scuola» per imparare compiutamente l'esistenza. «Il mio compito è al servizio della verità, la sua forma è essenzialmente obbedienza!». Sa che le persone del suo tempo difficilmente lo comprenderanno: «Finché vivo, non potrò essere riconosciuto, perché solo pochissimi potranno comprendermi». Un uomo a cui si era interessato era Mynster che convinto di essere nella verità si preoccupava solo di «stare al governo» ignorando che chi ha la "verità" deve anche soffrire per essa. - 20 novembre 1847.
Critica Lessing e i Frammenti dell'Anonimo Wolfenbüttel con cui il filosofo tedesco vuol provare l'assurdità e l'"inverosimiglianza" del miracolo. Ma un miracolo che fosse "comprensibile", fa notare Kierkegaard, che razza di miracolo è? Inoltre: potremmo forse ancora parlare di "miracolo" se un avvenimento fosse "verosimile"? Il miracolo è solo «oggetto di fede», conclude. Critica il modo di ragionare di Lessing, comune a molti nel proprio tempo: «un cristianesimo divenuto un compito di pensiero per comodità di tutte le teste svelte e speculanti [...] che non hanno nulla da fare con il cristianesimo in modo essenziale». Constata un tempo senza Fede in cui la Cristianità stessa non ha più "anima", con un proselitismo ormai sterile ed estinto.
Quale è la differenza fra un pensatore essenziale e un professore? (Kierkegaard allude al Prof. Martensen e alla sua ultima opera Dogmatica Cristiana). Il pensatore essenziale spinge la cosa agli estremi e risultando poco comprensibile, ha poco seguito; il professore d'altronde, elimina ogni possibile paradosso ed è per questo seguito da una grande folla convinta che in lui risieda verità. Il pensatore essenziale percepisce il professore solo in modo comico. Un professore simile è come il servitore Leporello che vuole paragonarsi a Don Giovanni con in più la scaltrezza del bugiardo che «acquista una stima considerevole agli occhi degli arruffoni di mezza cultura».
Qual è la posizione del Cristianesimo allo stato attuale? Kierkegaard intravede un gruppo di liberi pensatori pronti paradossalmente a difendere il cristianesimo contro gli stessi cristiani; Feuerbach è uno di questi. Il filosofo tedesco, spiega Kierkegaard, non attacca (così come viene sottolineato dai detrattori) il cristianesimo, ma quei cristiani che, tradendolo, pretendono di seguirlo volendone avere solo l'aria, senza rispettarne gli obblighi esistenziali: «se voi volete essere autorizzati a vivere nel modo che vivete, dovete anche ammettere di non essere cristiani», Feuerbach dice loro e perciò rinuncia lui stesso a essere cristiano. Tuttavia, dice Kierkegaard, egli non attacca i cristiani ma dimostra «che la loro vita non corrisponde alla dottrina del Cristianesimo». Qui Kierkegaard riflette anche sulla propria opera a firma Johannes Climacus (cioè essenzialmente le Briciole e la Postilla) che ritiene la massima difesa possibile (e insieme l'attacco contrario) del cristianesimo, cioè la propria possibilità di non farsi vincere dalla fede.
Può l'esistenza risolversi solo in "concetti"? «Il concetto di esistenza è un'idealità», e Kierkegaard passa in rassegna proprio alcuni concetti espressi nella filosofia di Kant e Spinoza, facendo rilevare che la tesi leibniziana: "se Dio è possibile, è necessario" «è giustissima. Ad un concetto non si aggiunge nulla in più, sia ch'esso abbia o non abbia l'esistenza: nulla importa al concetto di questo; perché esso ha ben l'esistenza, cioè esistenza di concetto, esistenza ideale». L'esistenza («che corrisponde alla realtà singolare, al singolo») non coincide però con il concetto; «un uomo Singolo non ha certo un'esistenza concettuale». Il modo di parlare della filosofia moderna dimostra che «non crede all'immortalità personale», anzi la filosofia in genere non crede, e «comprende solo l'eternità dei "concetti"».
Polemizza intorno al tema principale del proprio dissenso con Hegel (lodando invece la coerenza, l'ignoranza e il timore di Dio di Socrate): il sistema logico di Hegel, fa notare, comincia con il nulla, ovvero con un «concetto di essere del tutto indeterminato» che di fatto elimina sia la "mistica" sia il "divino" (un sistema logico, sfera del puro pensiero, che è "statico", diverso dal sistema dell'esistenza che invece è in movimento e in continuo "divenire").
Schleiermacher è in errore quando nella sua Dogmatica considera la religiosità uno «stato»; per lui: essa «è», e quindi espone tutto secondo la categoria dell'essere di Spinoza. A «come essa divenga» e come essa si conservi, non è proprio interessato. «Ogni categoria cristiana», per Kierkegaard, invece è «contrassegnata dall'etica in direzione dell'aspirazione»; il "tu devi", "la possibilità dello scandalo" e il "timore e tremore" sono elementi che non interessano il filosofo tedesco che interpreta la religiosità solo in funzione dell'essere. «Schleiermacher ha fallito sul Cristianesimo» perché è da lui concepito (da un punto di vista estetico-metafisico) solo come uno «stato», quando invece il Cristianesimo, proprio come esigenza etica, è «essenzialmente concepito come aspirazione», poiché la realtà cristiana consiste proprio nel «divenire», quindi in una trasformazione da uno stato precedente a uno successivo.
Kierkegaard contesta a Hegel la definizione di "male" come «soggettività astratta», e di «necessità superiore» (l'esistenza del male); gli rimprovera l'idea astratta di far coesistere l'universale con la verità «(e il Singolo diviene la verità, se è sussunto in esso)». Dio è la soggettività in senso assoluto, quindi Hegel non arriva alla verità: «al principio che realmente, in ultima istanza, il Singolo è più alto del generale, cioè il Singolo considerato nel suo rapporto a Dio». La filosofia di Hegel ha fatto degli uomini un genere animale dotato di ragione secondo una classificazione che considera il "genere" superiore al "singolo". Citando Gn 1,27 Kierkegaard fa invece notare che il genere umano ha una caratteristica unica: ogni Singolo uomo, siccome è creato a immagine di Dio, è ben più alto del "genere".
L'umanità ha discusso per molto tempo la questione della personalità di Dio, «basterebbe riuscirla a comprenderla, e si potrebbe forse fare a meno della Trinità!», ma poi arriva Hegel e gli hegeliani che teorizzano che «Dio è personale proprio perché è trino» e riducono a una vera commedia la Trinità, che altro non è che «la vecchia trilogia logica di tesi, antitesi e sintesi» e anziché far luce sulla personalità di Dio, rende Dio impersonale e incomprensibile. Kierkegaard rileva che Hegel crea confusione sul cristianesimo. Il vero problema di Hegel, che presuntuosamente pensa di poter spiegare ogni cosa, è proprio quello di non comprendere che ci sono cose che non si possono comprendere. Per questo «dove Hegel finisce, lì pressappoco comincia il Cristianesimo»: ha «liquidato il Cristianesimo», andando molto più in là. Il suo giudizio su Hegel è: «straordinario professore di filosofia, non un pensatore» che potesse realmente comprendere il Cristianesimo.
In un altro frammento del diario, Kierkegaard critica la filosofia moderna che ha fatto entrare la «realtà» nella Logica per poi dimenticare che «la "realtà" nella Logica non è che "realtà pensata", cioè possibilità». La storia, per esempio è realtà, ma siccome è passata esiste solo come «realtà pensata». Per i morti non vi è nessuna realtà esistenziale, se non come passato: «se i morti, in realtà abbiano o no realizzato esistenzialmente i compiti che loro furono assegnati nella realtà, ora la cosa è decisa e conclusa». Definisce quindi l'irreligiosa scienza «una sbornia di sogni», inferiore all'«esistenzialità». Al tempo dell'Uomo-Dio la scienza era impossibile perché l'Uomo-Dio era l'esistenzialità stessa. Ma secoli dopo ecco presentarsi, sulla scena mondiale, la scienza con il risultato che «1800 anni dopo [...] la cosa è completamente capovolta, allora la scienza è diventata più alta dell'esistenzialità», per cui, conclude che mentre la scienza ha raggiunto il suo apice, la religiosità è «completamente sparita». Sbagliato è anche, come fa rilevare Johannes Climacus, «trasformare il Cristianesimo in scienza», perché se l'impresa dovesse davvero riuscire, il Cristianesimo stesso sparirebbe.
Critica il teologo Julius Müller che «ha inventato la teoria di ricondurre il peccato originale a una caduta fuori del tempo, antecedente la vita di tutti gli uomini nel tempo» che di fatto significa «spostare il Cristianesimo», e pensa che il teologo tedesco sarebbe costretto a mettere anche la decisione della salvezza fuori del tempo per ogni singolo, ma con quale risultato per il Cristianesimo? Il problema è quello «di una decisione eterna - nel tempo, non di una decisione eterna fuori di ogni tempo in un modo atemporale».
Trova più onesto Kant che non ha mai preteso, che la sua teoria del "male radicale", sia «una comprensione speculativa del problema del Cristianesimo». Trova bello e regale il suo pensiero quando dice: «Ragionate come volete, basta che obbediate!», applicato da Kant, probabilmente, all'ubbidienza a Dio.
In un'altra pagina ammette che, influenzato dal pensiero hegeliano del proprio tempo, anche Kierkegaard è stato «uno stolto hegeliano» che non aveva «sufficiente maturità per capire veramente le cose grandi».
Su Pascal, Neander fece rilevare che pose «una scissione fra teoria e prassi dell'uomo e ritenne quest'ultima come la cosa più alta». Cousin ha visto in Pascal «l'avversario di ogni filosofia» che «disperando di trovare la verità con la ragione, si getta in braccio alla fede, all'autorità e unisce lo "scetticismo sconfinato a una pietà convulsa"». Neander dimostra che tale critica è sbagliata: «Pascal non fa altro che urgere la pratica e trova altrettanto ridicolo che la ragione domandi prove al cuore per i primi principi, come se il cuore domandasse alla ragione di aver un sentimento per accettare tutte le proposizioni ch'essa prova». Secondo Pascal si devono armonizzare tre comportamenti: dubitando dove si deve dubitare, affermando dove si deve e assoggettandosi dove si deve farlo. L'ultimo passo della ragione è riconoscere che ci sono molte cose che sorpassano le sue forze: «se la ragione non arriva a conoscere questo, essa non è che debolezza». La conoscenza delle cose divine è, secondo Pascal, in rapporto inverso alle umane, poiché l'umano per amarlo si deve prima conoscere, il divino invece bisogna prima amarlo e poi conoscerlo. E Pascal vuol dire che l'uomo per conoscere il divino deve prima essere trasformato e divenire un altro uomo, un "nuovo uomo", cosa che, lamenta Kierkegaard, oggi si dimentica di fare. «Non si fa che strillare: conoscenza, conoscenza!» e non si pone la giusta enfasi invece sulla trasformazione etica, che è ritenuta superflua. Per non parlare poi dell'etica religiosa, dove la conoscenza «a più non posso» è usata solo per soddisfare il proprio orgoglio, la vanità e la curiosità: un comportamento che non è in linea con ciò che Dio richiede, la conoscenza infatti deve essere «obbligante». Dio non si lascia conoscere da chi più sa o da chi più "specula", ma solo da chi conoscendo quello che Dio richiede, trasforma la propria personalità, «si trasforma esistenzialmente». L'errore di Hegel è quello di voler adattare il Cristianesimo alla sua filosofia, snaturandolo.
Pascal d'altronde è stato «sfruttato nei nostri tempi da pastori e professori», che hanno dato un'interpretazione sbagliata dei suoi pensieri. Pascal era un asceta, ma chi ne parla? E chi parla del fatto che egli andò controcorrente visto che l'ascetismo nel suo tempo non era di moda? Nei nostri tempi la religiosità è ridotta a uno «stato miserando», non esistono nemmeno eresie «che presuppone: a. probità sufficiente per far valere il Cristianesimo per quel che è; b. passione per avere un'altra opinione». Oggi ci sono solo falsari che giocano con il Cristianesimo, predicando che il Cristianesimo sia «l'insegnamento e la vita correnti; mentre non sono che sentimentalismo annacquato e svirilizzato, raffinato epicureismo». Oggi il Cristianesimo è basato sulla falsificazione, e nessuna filosofia come quella hegeliana è mai stata tanto pericolosa per esso, infatti mentre le filosofie precedenti erano abbastanza oneste da lasciare il Cristianesimo intatto e per quello che era, «Hegel fu tanto stupido e sfacciato da sciogliere il problema dei rapporti fra speculazione e Cristianesimo», con il risultato di travisare il Cristianesimo.
Arthur Schopenhauer è fuori di ogni dubbio uno scrittore importante che nonostante «un completo disaccordo, ha con me molti punti di contatto». Ma ci sono due particolari obiezioni nei confronti della sua etica. La sua filosofia si può riassumere in questo modo: «L'individuo arriva a scandagliare tutta la miseria di questa esistenza» o attraverso l'intelletto o attraverso le sofferenze, risolvendo quindi di «mortificare il desiderio di vivere», da ciò l'ascesi, la contemplazione e un quietismo «a traverso la perfetta ascesa». Il principio morale secondo Schopenhauer, però, è che tutto questo l'individuo lo fa per «simpatia» «perché egli simpatizza con tutta quell'afflizione ch'è l'esistenza, quindi simpatizza con l'afflizione di tutti gli altri, la quale consiste nell'esistere». Contro questa filosofia Kierkegaard obietta: «che io sarei piuttosto tentato d'invertire la cosa, e notate bene, proprio anche per simpatia. Infatti sia che uno per via dell'intellettualità originaria arrivi all'ascesi penetrando il fondo della miseria del tutto, o meglio la miseria di ciò ch'è l'esistere; sia ch'egli per via delle sofferenze sia portato a quel punto che a lui appaia come un sollievo, l'arrivare a una rottura totale, a rompere con tutto, con la stessa esistenza, cioè con il desiderio di esistere (l'ascesi e la mortificazione); ciò che rispetto ai molteplici piccoli tormenti e ai tormenti sempre rinnovati, può essere di sollievo – come quando si riesce a sudare, in confronto di quando il calore tormenta senza che si riesca a sudare: – in ambedue i casi, dico che io capovolgerei la questione. In ambedue i casi non potrebbe proprio la simpatia impedire, trattenerlo dall'andare tant'oltre: la simpatia per queste migliaia e migliaia, i quali non possono seguirlo, queste migliaia e migliaia che vivono nella schietta illusione che la vita è gioia? – e ch'egli perciò non farebbe che turbare, rendere infelici, senza che potesse aiutarli a raggiungerlo al punto dov'egli è arrivato? E la simpatia non può anche porre la faccenda in questo modo (anche se io concedo volentieri che qui tanto facilmente si può nascondere la furfanteria) che non si vuole arrischiare per conto suo la cosa estrema e così si dà l'apparenza di simpatia?».
La seconda obiezione è d'importanza capitale. Letta la sua Etica, veniamo a conoscenza che molto onestamente Schopenhauer ammette che egli non è asceta e quindi non raggiunge la contemplazione per via dell'ascesi. La sua è una contemplazione «che si rapporta contemplando quell'ascesi». Ma è sbagliato, osserva Kierkegaard, esporre un'etica che alla fine non coinvolge il maestro e non ha nessuna influenza nella vita di chi tale etica espone. Il filosofo tedesco, ironizza, riduce l'etica a "genialità", peccato che al genio Schopenhauer «non è piaciuto di fare in modo che diventasse una genialità in direzione dell'ascesi e della mortificazione». Inoltre è possibile «quel genere di ascesi e mortificazione» per chi non rispetta il «tu devi» che dovrebbe essere determinato solo da ragioni etiche e non per genialità? Egli in effetti ha abbandonato il Cristianesimo lodando il Brahmanesimo dell'India, ma anche in questo non è stato coerente visto che i religiosi del bramanesimo sono «motivati da un riguardo di eternità» e quindi per motivi religiosi e non certo per genialità. Nonostante tutto, Schopenhauer l'ha interessato molto, come anche gli avvenimenti che lo hanno coinvolto in Germania. Egli ha fatto notare che nella filosofia (come nella religione) c'è una «classe di uomini» che sono di fatto mestieranti della filosofia, filosofanti di professione. Questi «rispettabili signori» sono i professori a cui anche Schopenhauer appare grossolano. Egli ha comunque colpito nel segno quando asserisce che questi professori «si mantengono solamente con un mezzo», ignorano ciò che esula il loro mestiere. "L'affettata ignoranza" con cui gli hanno risposto i filosofanti in Germania, l'ha riscontrata anche Kierkegaard, più in piccolo, a Copenaghen. La differenza fra lui e Schopenhauer è che mentre il secondo è andato troppo ansimando dietro la fama, lui per sua propria iniziativa ha deciso di diventare anche lo zimbello della plebaglia, per difendere un'idea che non era profana, ma protesta religiosa. Schopenhauer invece manca di carattere morale ed è poco dotato di ironia e della disinvoltura che dovrebbe contraddistinguere un uomo davvero superiore; cerca solo fama e notorietà che lo pone al centro della scena, ansima per tutto questo; in quanto a carattere etico e religioso lascia a desiderare perché dovrebbe tener ben presente che chi ha principi etici, rifiuta la fama esagerata, ne è esempio proprio «il Modello», il «Salvatore del mondo». Gesù rifiutò la proclamazione a Re offertagli a gran voce dalla gente (Gv 6,15), anzi vuole essere crocifisso e cosa fa fino alla sua morte? Non si vergogna di proclamare decisamente il messaggio che spinge i suoi contemporanei «in direzione della religiosità». Kierkegaard riconosce che Schopenhauer «è stato in modo indegno la vittima dell'infamia marcia dei professori» ma, riguardo a etica e religiosità, non è da considerarsi una vittima perché avrebbe ben desiderato fama e acclamazioni.
S. disprezza e ridicolizza il Cristianesimo, lo fa confrontandolo con la sapienza indiana. Nella sapienza indiana c'è una sorta di malinconia che afferma che vivere è soffrire, ma questo è anche quando afferma Johannes Climacus nella proposizione: «essere cristiano è soffrire e ciò è anche la dottrina del Nuovo Testamento», nonostante alcuni importanti distinguo.
«Non ho nulla in contrario che S. inveisca con tanta forza contro questo infame ottimismo, in cui eccelle specialmente il Protestantesimo: io sono molto contento ch'egli mostri che ciò non è affatto Cristianesimo». Protesta invece verso la proposizione di S., cioè «esistere è soffrire» perché in tal modo è il Cristianesimo a "sfumare". Vero: il Cristianesimo predica la sofferenza e che chi è cristiano deve soffrire. Ma se già l'esistere e l'essere uomo è sofferenza, che cosa resta da predicare al Cristianesimo su una sofferenza che per S. era già esistente? Se la sofferenza è insita alla stessa esistenza dell'uomo, perché dovrebbe arrivare il Cristianesimo a spiegarci che il cristiano deve soffrire? Kierkegaard definisce questo «un pleonasmo, un'osservazione superflua, una "galimatias"; perché se l'essere uomo è soffrire, è ridicolo che venga una dottrina che voglia precisare che essere cristiano è soffrire». No, il Cristianesimo non afferma che «esistere è soffrire», anzi collocandosi sopra «l'ottimismo giudaico - ha per proscenio la brama di vivere la più potenziata con cui mai ci si sia aggrappati alla vita - per poi presentare il Cristianesimo come rinuncia, e per mostrare che come cristiano è soffrire, incluso anche il fatto di dover soffrire per la dottrina».
Ma anche come S. interpreta l'ascesi, è un punto che Kierkegaard contesta al filosofo tedesco. «L'ascesi cristiana riposa sull'idea che esistere non sia senz'altro soffrire; soltanto allora l'ascesi ha un senso. Ma se esistere è soffrire, l'ascesi diventa facilmente un eudemonismo, ciò che lo stesso S. urge contro gli stoici», o analizzando un'altra situazione, il Cristianesimo non insegna che la ricchezza, in un certo senso, possa essere un bene, e infatti invita a "dare tutto ai poveri". Ma se la ricchezza fosse un male «mostra ora tu la tua ascesi dando via la tua ricchezza... noi avremmo qui una contraddizione evidente», non sarebbe ascesi dare via le proprie ricchezze, ovvero qualcosa di dannoso, di male. «In molti campi», osserva Kierkegaard, «per tutto quello che comporta la dialettica, c'è un tale zelo, quel certo zelo di voler tanto inculcare la cosa seguente, che nel suo zelo toglie la prima e con ciò rende l'altra forse impossibile».
"Fanfarone" è un termine usato nella lingua tedesca e di cui Schopenhauer fa gran uso attaccando la filosofia hegeliana e quella «professorale». Noi danesi non abbiamo un termine simile, forse perché non è caratteristica danese ciò che quel termine vuole indicare. I danesi hanno come termine un "difetto" corrispondente a quello del termine tedesco, ovvero: «mangiavento», che applicato all'uomo significa: «i tedeschi fanno il vento e i danesi se lo mangiano» a indicare proprio «il rapporto in cui si trovano da lungo tempo danesi e tedeschi». Kierkegaard è divertito e constata con ironia che in Germania «come risultato della filosofia hegeliana che Hegel era (probabilmente "con necessità"!) un "fanfarone", un prodotto uscito (con necessità!) da 6000 anni di storia universale», e in tutti i casi dal periodo che S. definisce come «l'epoca della filosofia delle bugie». Ma mentre in Germania, S. ha avuto i suoi problemi con i "fanfaroni", io, qui, «ho avuto da fare con dei "mangiavento"».
Martirio e «cose più sublimi di questo genere» sono superate da una società materialistica che basa le proprie azioni su una «miserabile cupidigia» che riguarda quello di far fortuna in questo mondo, tanto che gli uomini si dividono in due classi: chi riesce a far fortuna e chi non ci riesce. In questi giorni mi son ricordato di Lessing e dei suoi Frammenti. Secondo Lessing ci sono passi del Vangelo da cui traspare che Gesù anelava al successo temporale, desiderava essere re... ma non ci riuscì. Lessing è fuori strada, la sua filosofia d'altronde, rispecchia lo spirito dominante dei nostri tempi: la mancanza di «passione per l'ideale», che si traduce appunto nelle sue meschine interpretazioni. «Non c'è ai nostri tempi un uomo solo a cui potrebbe venire in mente di credere che qualcuno possa acquistare, cercare qualcosa per es.: la celebrità - con un fine pessimistico, cioè per sbarazzarsi di tutta questa spazzatura e ferire più profondamente in modo polemico. No, a tali cose nessuno ci crede - e poi si vuole capire di occuparsi di Cristo! Lo "spirito" è completamente sparito dall'umanità». Il Cristianesimo è ridotto alla «mediocrità più misera e insulsa», adattando Cristo a «somiglianza di ciò che noi chiamiamo Cristianesimo». Per non parlare poi degli ipocriti che pretendono di prendere a modello Gesù Cristo, spiegando la vita in altro modo ovvero facendo corrispondere a sofferenza il loro genere di celebrità.
Schopenhauer è comunque un importante scrittore che ha inferto, con mia gioia e gratitudine, una profonda ferita alla filosofia professorale. "A rigore", comunque S. lascia invece molto a desiderare visto che non è quello che pensa di essere, non essendo «né pessimista sul serio, né completamente scevro dall'essere anch'egli un sofista».
- Egli non è un pessimista sul serio. In un tempo come il nostro «molle e senza carattere», un vero e autentico pessimista sarebbe davvero la soluzione. S. infatti non ha ricusato fama e fortuna, non c'è stata nessuna sua volontà per sfuggire a quella «fama temporale e mondana». Inoltre si vanta che anche la sua ascesi ha un posto nel "sistema", si autocompiace di questo primato e fa di tutto per farlo notare[88]. Lui che contesta i professori, si comporta come loro visto che si autoattribuisce il primato di aver assegnato all'ascesi un posto nel sistema. Ma S. ha dimenticato di come essere davvero un asceta, ed è di fatto anche lontano da essere un vero pessimista, anche se «rappresenta tutt'al più l'aspetto interessante. Egli rende in certo modo l'ascesi interessante: ciò ch'è il pericolo più grande per un'epoca godereccia che più di ogni altra epoca avrà detrimento dal distillare il piacere perfino dall'ascesi, cioè dal riflettere (senza impegnarsi!) sull'ascesi, dall'assegnarle un posto nel sistema»[89].
- S. non è neppure del tutto scevro dall'essere un sofista. Qual è la differenza fra S. che dà «botte da orbi» ai mestieranti professori e S. «professore»?: Solo quella «che S. dispone di un patrimonio», quindi per Socrate, che diceva che un uomo che ricava profitto dalla filosofia è un sofista: S. è proprio come un sofista. Ma da questo basta concludere che chi non trae profitto non sia un sofista? No, davvero, perché la questione è ben più articolata: «la sofistica consiste nel mettere una distanza fra ciò che si capisce e ciò che si è», quindi chiunque non applica e non armonizza la propria vita a quanto è in grado di intendere, è un sofista. S. è proprio questo anche se, e questo gli fa onore, è proprio lui ad ammetterlo, peccato che alla fine se ne dimentichi.

Un attacco larvato e sottomano viene portato, in questi tempi, contro il Cristianesimo. Chi attacca in questo modo subdolo è proprio Lessing. Nel libro del Prof. Schwarz, Lessing als Theolog viene messo in risalto che Lessing era contro tutto ciò che fosse «fanatico», ma non nemico del Cristianesimo. Ecco qui un esempio di sotterfugio. Mettendosi contro il concetto di fanatismo, cosa che agli uomini sembra magnifico, si rende davvero giustizia al cristianesimo? Vediamo! Che cosa viene espresso dall'essenza di fanatismo? Non è forse l'"intransigenza"? Un esempio di intransigenza potrebbe essere affermare cristianamente che «per la beatitudine, c'è una condizione ben determinata, una condizione unica, esclusiva, che fuori di questa condizione non c'è salvezza. Inoltre noi veniamo a sapere che il fanatismo si riconosce dal suo zelo di voler salvare gli altri e dal condannare gli altri». Ma se così fosse, osserva Kierkegaard, «Cristo è veramente il più grande fanatico di tutti i tempi». Sarebbe più chiaro allora attaccare direttamente il Cristianesimo, asserendo: «il Cristianesimo è fanatismo e Cristo è un fanatico». Lessing ha fatto molto danno, da una parte ha mantenuto un rispetto formale per il Cristianesimo, dall'altro lo ha spogliato di tutte le caratteristiche più importanti, «bollate di aberrazioni e depravazione». Gli stessi sostenitori di Lessing, non hanno saputo valutare il suo attacco sottobanco, anzi lo riverivano con salamelecchi proprio perché si definiva come una persona che rispettava il Cristianesimo non portando a esso un attacco frontale riconoscibile. Eh sì, ironizza Kierkegaard, i difensori del Cristianesimo dimostrano che Lessing ha ragione: «il Cristianesimo non è fanatismo» e se vediamo bene la cosa, si arriverà al risultato che «il Cristianesimo non è più Cristianesimo». Quei difensori, se avessero imitato il carattere di Tertulliano, avrebbero dato a Lessing ben altra risposta: «no, grazie tante! il Cristianesimo è fanatismo». Ma questo non accade nei nostri tempi, «quando l'attaccante ha la cortesia di esprimere rispetto per il Cristianesimo, si deve respingerlo e forzarlo all'attacco». La Cristianità di oggi, non si porrebbe lontanamente il problema, protesa com'è «con tutta la caterva degli interessati pecuniariamente al Cristianesimo, ringrazia Dio che non sia attaccato».

#### Il «singolo» e la folla
In questa sezione del diario, Cornelio Fabro sceglie dei passi dove Kierkegaard riflette sulla Provvidenza e sulla Redenzione, come due possibilità di ogni persona di entrare in rapporto con Dio. Benché siano entrambe «categorie della disperazione» esse sono anche, attraverso la Fede, ciò che allontana dalla disperazione stessa, poiché, coltivando la propria interiorità, determinano un rapporto con Dio che va al di là della pena e dell'angoscia. Per questo servono «riflessioni silenziose e lunghe, intimità con se stessi e solitudine». È questa la sfera della religiosità, non fatta di urla ma di un parlare a mezza voce con se stessi, come nella tradizione del "convento", e quindi fuori dalle pressioni della folla.
Per secoli l'uomo ha combattuto contro re, papi e funzionari considerando la folla come la cosa sacra, ma questo è ormai un luogo comune non più valido. Bisogna tornare a quando non si pensava che il tiranno fosse un uomo singolo, a quell'antichità in cui era la folla «il pericolo n. 1». Perché la folla è la somma dei singoli, così che ogni singolo vi porta una parte, senza poter pensare a quanto grande sarà la somma finale (in un passo precedente, polemico con il «parolaio» Hegel, Kierkegaard ricordava che nella Repubblica di Platone, lo Stato non è superiore al Singolo). Solo Socrate fu, allora, un vero riformatore.
È sul Singolo che si fonda la causa del Cristianesimo. Anche se il rapporto del Singolo con Dio viene visto come egoismo, in fin dei conti non si tratta che di timore di Dio, senza «idolatrare il giudizio del mondo e dei contemporanei», riservandosi di avere il proprio giudizio e la propria responsabilità davanti all'eternità, a ciò che non dubita, cioè a Dio. Questo è il danno di Hegel, questo abolire il rapporto di coscienza mettendo lo «spirito oggettivo» a capo del giudizio.
Vi sono poi gli appunti per un testo che diventerà famoso oltre che utile per capire il pensiero di Kierkegaard. Qui individua il Singolo come la «categoria attraverso la quale devono passare – dal punto di vista religioso – il tempo, la storia, l'umanità». È anche ciò per cui vuole essere ricordato, tanto da individuare come epitaffio sulla propria tomba le parole: "Quel Singolo". Si impegna, per ogni uomo che possa attirare sotto tale categoria, di farlo diventare cristiano, anzi garantisce che lo sarà, perché in fondo si tratta di essere soli al cospetto di Dio, dove non resta che ubbidire. È anche pericoloso, perché può portare, da parte di quel «gregge di storditi» che segue l'"umanità", la "folla", il "pubblico", al sacrificio, costandogli la vita. Non è una categoria da missionari, ma serve a predicare il Cristianesimo al suo interno, per «interiorizzare l'essere».
La "folla" è vista come istanza, verità, potere e onore, e davanti a lei tutto si piega. È lei il nuovo tiranno. «Nessun despota orientale è stato servito così servilmente e lusingato da simili rettili di cortigiani, come lo è la "folla" dai giornalisti, da tutti gli "uomini del momento"» Storicamente il popolo è stata usato da re, imperatori, nobiltà, clero e borghesia per combattersi a vicenda, ora tocca al Singolo combattere il popolo, giacché il processo di educazione del genere umano è un processo di individualizzazione, bisogna «spezzare quell'enorme astratto [...] Ognuno che sia in grado di pensare, può intenderlo. Ma i più non riescono a pensare: per ritenere un'idea devono riunirsi in cricche dove si confermano a vicenda e asseriscono che quel che pensano è giusto, altrimenti non oserebbero pensarlo [...] il singolo è impossibile pensarlo "en masse", per la ragione che lo si pensa appunto per disperdere la massa». La folla è la falsità. Perciò Cristo fu crocifisso, perché si rapportava a tutti, uno per uno, non faceva partiti, ballotazioni, trame di alleanze, ma era la verità. «Guadagnare la folla non è difficile, basta avere falsità, vaniloqui, e conoscere un poco le umane passioni. Ma nessun testimonio della verità deve mettersi con la Folla; egli deve cercar di mettersi possibilmente con tutti, ma sempre come Singoli», anche a costo del martirio.
Un tiranno è un uomo, e ha un'idea, per quanto assurda, che possiamo seguire o deprecare, ma in un "governo di popolo" chi comanda? Come si fa a decidere se seguirne le idee, se esse fluttuano e si piegano sempre alla maggioranza? Inoltre un tiranno, come uomo singolo, sta talmente in alto e distante che si può riuscire a vivere senza di lui, di solito non sa nemmeno se esisto, non si cura di me. Ma in un governo di popolo chi comanda è l'uguale. E questo si impiccia se vado a passeggiare, come porto la barba, insomma se sono come gli altri. Noi siamo tutti uguali davanti a Dio, non davanti al Numero (quel male indicato nell'Apocalisse), quell'inferno per sopportare il quale diventa difficile allontanarsi nella solitudine, perché ti segue, adattando l'eternità nella temporalità, rassicurando, e facilitando la diffusione. È che la "comunità" si trova nel "medio dell'essere", mentre il singolo si trova nel "medio del divenire" e sa che il tempo della vita è una prova da superare.
Kierkegaard a un certo punto ripensa velocemente alle proprie opere pseudonime come scritti eccezionali, cioè non ordinari, singolari rispetto al pubblico dei lettori, anche per i temi trattati. come quello del celibato da parte dell'Assessore in Enten-Eller, e poi Timore e tremore, La ripresa e L'esperimento psicologico, tutti commenti alla categoria del Singolo.
Dio si rivolge direttamente a un uomo solo, non ha a che fare con la contemporaneità, non è un'astrazione come le istanze che si comunicano a nome della verità, infatti «i giornali si chiamano redazione, e i professori speculazione, il pastore è meditazione. Nessuno ha il coraggio di dire "io"», di esprimere la personalità. Il proprio compito è perciò creare personalità di autori e lanciarli nel mondo per abituare un po' gli uomini a parlare in prima persona, a prendersene le responsabilità.
Se si perde la categoria del Singolo, il Cristianesimo è abolito, «l'Uomo-Dio è ridotto a fantasma, invece di essere veramente il Modello». Se per un giovane l'ideale è l'ideale, gli adulti se ne sono allontanati, trasformando l'ideale in una cosa astratta. La ragione ha tolto agli uomini l'ideale, il vero essere cristiani. L'essere cristiano è diventato "aspirare" a esserlo. E anche i maestri, che prima si offrivano come modelli e avevano discepoli, oggi si devono confrontare con «combriccole e partiti», disarmandosi, isolandosi, non volendo più avere discepoli.
Attaccare un singolo in nome della folla è «mondanità vigliacca», come presentarsi a un duello, contro un uomo da solo, portandosi un intero reggimento. C'è differenza tra "pubblico" e "comunità", perché nel primo il singolo è nulla, quel che conta è il numero (senza pubblico il singolo è nulla, ma anche al suo interno egli non è nulla), mentre nella comunità il singolo "è", come un prius per formare la comunità, un elemento essenziale, riconoscibile. Ed egli rappresenta la comunità, unum noris omnes, ne garantisce l'esistenza, mentre il pubblico è una chimera, un'unità che diventa tale solo nella somma, come il coro di una tragedia che schiaccia l'eroe, come il destino che perseguita per invidia l'eminenza. Ma il Singolo non è un tiranno, è nel «dominio dello spirito», la sua intenzione è solo quella di liberare religiosamente i Singoli, cosa che il pubblico (non avendo responsabilità) non può capire.
Kierkegaard, sfogandosi con le sue carte, dice che non sarà compreso. Dice che tutti i pensatori più profondi e noti concordano nel far consistere il male nella "soggettività isolata", mentre la salvezza sarebbe nell'oggettività. Che confusione! Il concetto di oggettività, spacciato come guarigione, è un'esca per la malattia dell'irreligiosità. Bisogna arrivare fino in fondo, fino al Singolo davanti a Dio. Come Socrate: a quel tempo tutti i sofisti dicevano che l'errore era l'ignoranza, poi viene lui e ribalta la questione: è proprio l'ignoranza la guarigione (sapere di non sapere è gesto da medico). «È verissimo che la soggettività isolata [...] è anche il male, ma la guarigione con la "oggettività" non è migliore di un capello. Essa deve essere salvata con la [stessa] soggettività, cioè con Dio, che è la soggettività che costringe infinitamente».
(Diario, ed. cit., p. 254.)
Poiché l'uomo è sintesi di anima e corpo, egli è entrato nel genere e partecipa alla colpa nel peccato originale, ma sente nostalgia di essere in Dio. Nella vita pagana essere fuori del genere è considerato una disgrazia. «Questo si riscontra anche nella vita giovanile, quando l'uomo non è ancora diventato spirito – e i più del resto non lo diventano mai – eppure è questa la misura secondo la quale l'eternità li giudicherà». Gli uomini di spirito superiore e Dio stesso, spirito infinito, non vedono che i singoli («tutti questi milioni d'uomini che vissero e vivono non formano una folla»). Se Dio interviene lo fa per mezzo del Singolo (per questo forse nessuno vuol esserlo), e per questo il problema più grande è parlare da singolo a singolo, cosa che tradisce il processo di diventarlo. Esserlo è un'aspirazione e non se ne può parlare che poeticamente, in qualche modo spacciandosi. «Una cosa è introdurre una nuova dottrina nel mondo e un'altra interiorizzarla»: non si tratta di avere discepoli o fondare partiti, ma di lavorare, di essere sacrificato come Singolo. Il compito di interiorizzare il Cristianesimo è in verità l'unico necessario alla cristianità, perché la dottrina in sé è nota già a tutti. Esso è l'Assoluto, e perciò è diventato la religione di milioni di persone, ma così si è alterato: ora si tratta di interiorizzarlo (ovvero di sacrificarsi). Non si tratta di fondare partiti, di creare consensi, dove l'Assoluto diventa chiacchiera (la stessa che si voleva correggere) e si ottiene forza terrestre solo attraverso il "numero", la mondanità. «Appena si fa un partito, eccoci subito daccapo con la filastrocca». Mentre il Singolo fa ciò che ogni uomo potrebbe fare, cioè lo straordinario, ciò che non è di seconda mano. «Ma se mi attiro dei seguaci e do ansa allo scimmiottamento, siamo sempre allo stesso punto! [...] Quanto è difficile perseverare nella solitudine!»
Anche Lutero («questo magnifico eroe») ha prodotto confusione, perché invece di interiorizzare ha fondato partiti, invece di diventare martire ha fondato il luteranesimo. Nei tempi antichi il martirio era un fatto di sangue, ora si può pensare che il martirio sia il ridicolo (quello di essere sé stessi, invece che un'"associazione").
Contro il pericolo che la "comunità" sia presa per "pubblico", che diventi "folla", bisogna ricordare che non è il rapporto del Singolo alla comunità che determina il suo rapporto con Dio, ma è il suo rapporto con Dio che determina il suo rapporto con la comunità, il fatto di restare immutato sopportando che «il numero si scagli su di lui (come quando i monelli lanciano le immondezze contro qualcuno)».
(Diario, ed. cit., p. 259.)
La legge dell'esistenza, che poi è Grazia, prevede di mettersi in rapporto come Singolo con Dio, prima che con chiunque altro, e perciò ci vuole coraggio, senza far sì che la parte animale dell'uomo prenda il sopravvento. È più prudente ma è sbagliato «essere come gli altri» e ciò porta a sprecare l'esistenza. Se per i sensi essere come gli altri sembra dare forza, idealmente questa «massa di scimmie» non conta nulla e Dio la ignorerà. Anche gli insegnanti quindi sono esistenze sprecate e ingannano. Kierkegaard annota tutto questo con malinconia, perché amava gli altri, ma la loro bestialità lo ha ferito. E, d'altra parte, questo l'ha spinto a mettersi sempre più in rapporto con Dio, uscendo dal "genere" inteso come forzatura e scorciatoia e allontanandosi dalla "folla", diventando "spirito", cioè "io". Perché Dio vuole essere amato e ama singolarmente. L'isolamento è la condizione inevitabile per la salvezza e per cogliere l'amore di Dio. La disgrazia è presentarsi a Dio sbandierando il "numero". «Se (per parlare quasi scherzando di quel che mi costa tante sofferenze, anche se non le rimpiango), se Dio nei cieli aprisse la Sua finestra e dicesse: ho bisogno di un uomo, l'umanità risponderebbe: darò immediatamente le necessarie disposizioni, metterò insieme un paio di centinaia di migliaia di uomini e donne e allora Tu potrai avere quanti uomini vuoi. Ma Dio desiderava un uomo solo. E l'uomo non riesce a metterselo in testa che un uomo solo è di più che un milione e che qui con l'aver milioni si ha di meno [...] Perché un uomo isolato è, rispetto all'idea, più che un uomo con famiglia. Ma è radicato in noi, anzi nella stessa lingua che parliamo, questo predominio della categoria del genere».
Che il Cristianesimo comincia dal Singolo lo si capisce se si ha «coscienza del peccato», che è isolamento assoluto. «Il mio peccato non riguarda alcun altro uomo all'infuori di me, riguarda la mia personalità nel suo fondo più intimo». La corruzione fondamentale consiste nell'aver abolito la personalità. Perciò i politicanti parlano "in nome del pubblico", e anche la Chiesa non è più quella del Nuovo Testamento.- 30 agosto 1855.

#### L'io e la libertà
Questa sezione dell'antologia dal Diario comincia con la minuta di una lettera del 1835 al paleontologo Peter Wilhelm Lund (fratello della cognata di Kierkegaard), la cui descrizione del Brasile e della sua natura aveva entusiasmato il filosofo. Ricordando il Faust di Goethe e il dubbio che lo coinvolge, parla delle scelte che si fanno nella vita per agire secondo la propria individualità e imboccare la via giusta, quindi sentendo di essersi interessato a troppe cose senza essere arrivato a nessuna decisione, prova a descrivere il punto in cui si trova: rispetto alle "scienze naturali" dichiara di ammirare gli uomini che se ne occupano, sia per l'acume e la pazienza, sia per la serenità che trasmettono (parla espressamente di Hans Christian Ørsted e di due botanici del tempo), e di apprezzare il campo di studi, cui tuttavia non si dedicherà perché «ciò che sempre mi ha destato maggior interesse nella vita è il gioco dell'intelligenza e della libertà, il mio desiderio è sempre stato di voler scandagliare e risolvere gli enigmi», intesi come scandaglio del cuore umano. Rispetto alla "teologia", invece, pur sentendosene attratto, sa di avere pensieri non ortodossi, e benché possa accordarsi su molti punti con il Cristianesimo, rimane colpito dalla debolezza di molti suoi dogmi, cercando nel razionalismo la sponda che però non può bastargli, dato che è basato su una logica interna autoreferenziale. Comunque avverte il destinatario che sta preparandone l'esame, per "necessità", perché è utile socialmente e gradito a suo padre. La folla dei teologi d'altra parte sembra un gruppo di passeggiatori che si spingono e si travolgono per giungere in un bosco, dove però guardandosi in faccia scoprono di non avere niente da dire e allora tornano indietro in città.
Il linguaggio unisce la necessità naturale e la libertà, «come l'individuo, per quanto si sviluppi liberamente, mai può arrivare al punto di essere assolutamente indipendente» e tuttavia vi è a volte la tendenza a non «prendere il linguaggio come un dato liberamente adottato, ma a volerselo dare da sé, sia che si mostri nelle regioni sublimi dove esso perciò finisce di solito nel silenzio (negazione della lingua), sia in quell'isolarsi personale in un gergo riservato agli iniziati». Anche nel peccato vi è un momento della libertà. La cosa più alta che si possa fare per un essere è renderlo libero, cioè onnipotente, ovvero in fondo dipendente. Nessun uomo può rendere un altro uomo completamente libero, perché la liberazione ci lega a chi ce la dà, tranne nel caso di Dio, la cui onnipotenza è identica alla Sua bontà. Come comprese Socrate, l'arte della potenza è di rendere gli uomini liberi, ma «nel rapporto fra uomo e uomo ciò non è possibile (sebbene sia sempre necessario accentuare che questa è la cosa più alta), poiché ciò costituisce una prerogativa dell'onnipotenza. Perciò se l'uomo godesse della minima consistenza autonoma davanti a Dio (come pura "materia"), Iddio non lo potrebbe rendere libero».
«Ho forse bisogno di sapere come si fa la digestione per digerire?» si domanda Kierkegaard ironizzando sui fisiologi naturalisti che con i loro microscopi e i dissezionamenti cercano di spiegare l'uomo senza ammettere l'incapacità di spiegare l'«ultima cosa», ossia la genuina espressione etica, l'incrocio dei problemi della libertà e della necessità. A che scopo allora tutta questa conoscenza? Non si può ridurre la libertà a un'illusione e il peccato a una funzione naturale. «Il male non guasta l'anima come la malattia il corpo, il quale alla fine cessa di vivere, muore per malattia. Ma l'anima continua ad essere. Era questo l'argomento sul quale Socrate fondò la prova dell'immortalità dell'anima» perciò Kierkegaard cita Lc 12,4: "Non temere coloro che possono uccidere il corpo", quindi, in un altro passo, parla della differenza tra finitezza corporale e infinitezza, ovvero desiderio di libertà, che però è troppo grande e dunque bisogna essere grati all'aiuto che ci viene dalla finitezza, dal suo costringerci, per esempio, alla salute corporale. Anche il rapporto con gli altri è mediato da un tormento che si sviluppa liberamente e costringe a un'«esistenza spirituale eminente», mentre da fuori è visto come «orgoglio» (e perciò «si spera e si aspetta ch'io finisca al manicomio»), ma «l'unica mia salvezza è proprio che non si tratta di orgoglio ma di sofferenza!»

In un altro appunto Kierkegaard paragona l'idea di peccato di S. Paolo con l'idea di ignoranza di Socrate, laddove il primo stabilisce l'errore di coscienza nel «fare ciò che non procede dalla Fede», mentre il secondo nel non comprendere. Kant pensa che l'uomo sia a se stesso la sua legge (l'imperativo categorico), ma Kierkegaard pensa che «se si deve fare sul serio, ci vuole costrizione» o si rischia di «vivere in un'illusione, in un'immaginazione e in un arbitrario sperimentare», non significa «perdersi in promesse, ma agire», poiché quando io agisco in modo decisivo, il Maestro (la Provvidenza, Dio stesso) è subito lì presente. Non si tratta di avere le prove (come anche Socrate non volle accumularne per provare l'immortalità dell'anima, e solo il suo martirio lo provò), così come l'esistenza stessa di Gesù Cristo storicamente intesa non ha bisogno di essere certificata. Piuttosto si sceglie e scegliendo si rischia, dacché «senza il rischio la Fede è impossibile [...]: credere, voler credere, significa fare della propria vita un continuo esame», né si può pretendere che sia un altro a rischiare al proprio posto, per «accodarsi». In questo senso lo Spirito nega la "probabilità" (cosa che la carne e l'uomo sensuale cerca). Il cristianesimo può dire a un uomo: «tu devi scegliere l'unica cosa necessaria, ma in modo che non ci debba essere questione di scelta». Il problema della libertà è che non ci deve essere scelta, benché ciò sia una scelta. Così è lo "spirito", la sua incomprensibilità rispetto alla ragione. La serietà è quella di scegliere Dio subito e "anzitutto". Non bisogna «arrabattarsi con il fantasma delle prove della libertà di scelta» che nel dubbio di averla o non averla finisce col perderla: 
(Diario, ed. cit., p. 282.)
«La categoria "coscienza" è così interiore che bisogna ricorrere a tutti i filtri possibili per scovarla, ma una volta trovata, essa è veramente l'unica cosa che mi determina [...]: chi può rimanere solo al mondo così da consigliarsi unicamente con la sua coscienza, è un eroe [...]. Un tempo si credeva che fosse la coscienza a dare la libertà (se veramente uno aveva un po' di coscienza, la libertà sarebbe venuta da sé) e che l'abolire ogni costrizione, lo sciogliere ogni legame, era un mettere tutti nella condizione di massima libertà, della massima disinvoltura possibile, per non avere alcuna coscienza e per immaginarsi di averla». Secondo queste premesse, si capisce come, qualche tempo dopo, Kierkegaard possa scrivere che «solo un uomo di volontà può diventare cristiano, perché solo un uomo di volontà ha una volontà che può essere infranta [...] dall'Assoluto ovvero da Dio». Il problema dell'io davanti alla libertà è quello di trovare una volontà nuova: «un cristiano è un uomo di volontà che non vuole più la sua volontà, ma con la passione della volontà infranta – radicalmente mutata – vuole la volontà di un altro». Diventare cristiani non ha niente a che fare con l'intelligenza (che al massimo potrà «baloccarsi con i problemi cristiani»), come aveva ben capito l'ascesi nel Medio Evo (benché fece l'errore di cancellare la sofferenza lasciandosi ammirare dagli uomini), si tratta di un cambiamento di volontà e del comportarsi in conformità con questo cambiamento.

### Parte terza: La crisi della fede

#### Premessa
Nel 1850, in piena maturità di pensiero, Kierkegaard scriveva di sé: «Io sono e sono stato uno scrittore religioso», quindi nello stesso anno, precisava nel suo Diario: «È chiaro che nei miei scritti ho dato un'ulteriore determinazione del concetto sulla fede», facendo riferimento alla «soggettività della verità» della Postilla, dove indicava il rapporto di assoluta dipendenza dell'uomo nei confronti di Dio. «Principio della soggettività della verità» che troverà la sua massima espressione nel Diario, in aperta polemica con Lutero e i giudizi espressi dal riformatore sulla Lettera di Giacomo dove è scritto che «la fede senza le opere è morta». Kierkegaard nel Diario continua a parlare del «contenuto oggettivo della fede» che in quanto dottrina rivelata è immutabile, per cui è assurdo parlare di "perfettibilità del Cristianesimo" come pretendeva la Riforma e la teologia protestante.
Una fede alla portata di tutti, che rappresenta la vera "uguaglianza" dinnanzi a Dio, allontanandosi da un Lutero che travisa il Vangelo, verso un gesto "volontario" che realizza nella vita quanto è in direzione delle esigenze richieste dal Nuovo Testamento. Il "volontario" rappresenta perciò «il risvolto esistenziale ossia l'autentificazione dell'atto di fede e si rapporta al principio del Vangelo» (Mt 7,13-14), dove è indicato che "la via è stretta" e con una "porta stretta" che il cristiano deve attraversare. Johannes Climacus scriveva criticando «la filosofia dell'immanenza per la fondazione della fede nella trascendenza della rivelazione cristiana»; Anti-Climacus continuava con una critica sul «Cristianesimo mondanizzato, ossia orizzontale, come oggi quello dei nuovi teologi, per affermare la necessità dell'imitazione di Cristo». Le due opere che si dividono i due tronconi tematici sono La malattia mortale del 1848, (aut-aut: scandalizzarsi o credere in Cristo; essere assorbiti dal mondo o «superare lo scandalo con la fede nel suo abbassamento così che l'io si metta con trasparenza col Principio che l'ha posto») e Esercizio di cristianesimo del 1850 (l'accusa di aver tradito Dio per la Cristianità stabilita e implicitamente anche per il vescovo Mynster; l'accusa di aver tradito il Modello Cristo del Nuovo Testamento non agendo in conformità a una "imitazione attiva" per essere assorbiti di contro a «una "meditazione sedentaria" nell'ammirazione estetica»).
Una polemica, incalzante e lucida, portata avanti proprio dai Diari della maturità, a partire dal 1850. Una polemica con obiettivi precisi: il "protestantesimo"; la "Chiesa di Stato" con il principale responsabile Mynster; la "Chiesa di popolo" con il suo pastore Grundtvig, precursore, secondo Kierkegaard, del razzismo, e la "Cristianità stabilita" che esprime l'apostasia e a cui rimprovera anche «la resa al mondo», ovvero la teologia progressista basata sul rifiuto della trascendenza e dall'ascesi a favore d'interessi temporali e materialistici. Un Cristianesimo che ha subito, ad avviso del filosofo danese, una radicale metamorfosi che cede il posto del "soffrire" al "godere", fino a raffinare tale "godimento" e convincersi che quello sia vero Cristianesimo. Quindi «un prendere a gabbo Dio», infatti, mentre è vero che bisogna considerare come un "dono" di Dio, il Cristianesimo del Nuovo Testamento, è anche vero che quello stesso Cristianesimo comporta obblighi "duri" ben precisi. Il Cristianesimo della Cristianità stabilita non solo non mette in giusta evidenza tali obblighi «annacquando e diluendo il Cristianesimo», ma rende il Cristianesimo "velenoso", così che invece di essere rimedio salvifico, diventa proprio lui il veleno che uccide.
Cornelio Fabro conclude questa terza e ultima premessa al Diario con queste parole: «Pensatore essenziale e scrittore profetico Kierkegaard ha intravisto, dentro i "segni dei tempi" la dissoluzione progressiva del messaggio di Cristo: "È un mondo di libertà che liberamente ha apostatato da lui...", scriveva il 22 settembre 1855, poche settimane prima della morte».

#### Il tradimento della cristianità
La Cristianità in definitiva ha abolito gli insegnamenti cristiani. Si insegna che non abbiamo nessun dovere verso Dio, tanto saremo salvati egualmente. «Osare qualcosa per una buona causa»? Nemmeno a pensarci! Sarebbe come se volessimo tentare Dio e addossargli la colpa della causa delle nostre sofferenze! Non dobbiamo seguire un modello, ma abbandonarci a quello che ci accade nel corso della vita. Non solo, ma se ci dovesse essere qualcuno che aspira a qualcosa di più grande, sarebbe subito giudicato fuori norma, e pronto a essere, da questi "cristiani", schernito! Il Cristianesimo è oggi chiaramente degenerato e le sue idee fallaci sono imparagonabili anche allo stesso Paganesimo. So bene come dovrei comportarmi per essere accettato e riverito: basta "predicare" il Cristianesimo. Ma la vera negazione del Cristianesimo consiste proprio in questo: predicarlo a gran voce, "docere" come fanno i professori e poi non metterlo in pratica.
Cristo non ha voluto dei docenti, ma degli "imitatori" che divenissero "suoi seguaci". «Venite dietro a me» dice Gesù in (Marco 1,17). Non quindi «cogito, ergo sum», ma il contrario «sum, ergo cogito». Non «io mi metto a pensare l'abnegazione, dunque pratico l'abnegazione; ma se io pratico veramente l'abnegazione, devo senz'altro avere anche pensato l'abnegazione».
Chi predica il Cristianesimo, «deve» comportarsi coerentemente con ciò che predica. Eliminare dal Cristianesimo «la serietà dell'eternità», ovvero l'unica ragione che può veramente condizionare la rotta della vita di ogni uomo, è «una fantasticheria». Per quale regione si dovrebbe seguire il Modello Gesù e il Cristianesimo, se ci culliamo nell'indolenza e nella falsa idea che tutti alla fine saremo salvati? Quale sarebbe, a questo punto, la differenza fra persone giuste e «canaglie»? Per questo in un certo senso «gli uomini hanno ragione», per quale motivo devono sacrificare tutto per seguire Gesù, se la salvezza in fondo è per tutti, buoni e cattivi? L'aspetto etico del Cristianesimo è fondamentale! Non possiamo considerare Cristo come «un astratto ideale» per cui decidere noi il modo in cui potergli somigliare. Siccome è implicata la salvezza, c'è un solo per ottenerla, ed è quello di imitare in tutto il suo comportamento.
L'abolizione del Cristianesimo nella stessa Cristianità implica più che le dottrine, è un problema diverso, vitale. Non si tratta di accomodare, discutere o rinunciare a dogmi, questo sarebbe facile per la Cristianità che in nome della "tolleranza", sarebbe disposta anche a fare qualsiasi compromesso dottrinale. La questione è invece questa: Questi uomini non vogliono rinunciare alla mondanità, al proprio vantaggio personale, all'onore, alla reputazione, e alle «cooperative dell'egoismo». Solo il parlarne di rinunciare a tutto questo, «si correrebbe il rischio di rimetterci la vita».
C'è un aspetto del Cristianesimo considerato da Gesù come priorità assoluta: «Cercate prima il regno di Dio e la sua giustizia, e tutte queste cose vi saranno date in aggiunta» (Mt 6,33). Di questo la Cristianità ufficiale non vuole sentirne parlare, non solo, ma se esiste qualcuno che vuole applicare tale priorità alla propria vita è di conseguenza condannare apertamente «questo groviglio di bugie di queste chiacchiere», è considerato un traditore da eliminare, proprio come fecero i vignaioli della parabola in Matteo (21,33), che uccisero perfino il figlio del proprietario della vigna che coltivavano. «Lavoro ingrato per un uomo» che vuole essere cristiano, prima deve essere pronto a dominarsi con abnegazione anche nei desideri della carne, e poi essere odiato e maltrattato. Ecco il Cristianesimo di oggi, un grande tentativo per «turlupinare gli uomini». Nessun pastore è pronto a osare e trovarsi «allo sbaraglio, in alto mare», ma tutti vogliono trovarsi al «sicuro sulla terra ferma». Il Cristianesimo è considerato da questi «una consolazione per i poveri» e «la consolazione dei disprezzati», contro la loro posizione che conta «amici potenti, onore e reputazione», oltre che un guadagno materiale con una probabile «buona prebenda».
L'essenza della personalità nella predica dovrebbe invece includere «coraggio, intrepidezza e verità», qualità cristiane che i pastori della Cristianità danese non hanno, visto che di fatto assomigliano a degli avvocati che sono pagati per difendere una causa, anch'essi sono pagati per difendere il Cristianesimo. Anche le chiese come strutture esprimono come «tutto diventa superficiale ed esteriore», nelle chiese moderne «tutto è salone». Nella Lettera ai Filippesi è riportato un fondamentale insegnamento del Cristianesimo: c'è una «beatitudine eterna per i cristiani, una beatitudine che sorpassa ogni intelligenza», beatitudine che può essere pregustata già nella vita di fede di ogni cristiano. E poi? Che il cristiano sarà odiato in modo ignobile e solo lui sarà davvero odiato e non colui che si conforma a questo mondo e ne fa parte. «Più si è veri cristiani e più l'opposizione aumenterà, crescendo fino all'estremo». Se questo non
dovesse accadere c'è qualcosa che non va nel Cristianesimo che pratichiamo, l'«evitare la sofferenza è l'atto di accusa contro di sé».
La lettura costante del Nuovo Testamento mi ha fatto venire in mente la seguente considerazione: se dovessi temere per le mie condizioni materiali e di sopravvivenza, una volta aperto il Libro Sacro, sono certo che Dio stesso, Lui che provvede a tutti per i bisogni materiali, mi rimprovererebbe, per non aver avuto fede in ciò che dice la sua Parola. Ma dove nel Nuovo Testamento si trova «quel testo che autorizza la prospettiva d'una pingue prebenda?».
Nel Cristianesimo «si è ricacciata indietro la personalità». L'io sembra essere una sorta di tirannia per cui ogni "io" deve «essere livellato, respinto e nascosto dietro un'oggettività» come se non fosse permesso dire «io credo che c'è un Dio», ma devo dire: «la dottrina del Cristianesimo insegna: io credo, ecc.», quindi dottrina che è oggettività, e che di fatto impedisce che «un uomo si rapporti immediatamente a Dio». Se un pastore usa l'io dal podio, glielo si perdona perché non è considerato il suo io personale, ma come se fosse l'«io di funzionario governativo». È inevitabile che un vero cristiano proclami di essere cristiano e che renda viva la propria fede, preferendola «al calduccio di un presbiterio».
Un'incongruenza «fra Cristianesimo e Cristianesimo nella Cristianità» riguarda il fatto che il Cristianesimo parla di eternità, la Cristianità ripete lo stesso concetto ma «pensa invece alla vita terrestre». L'Apostolo Paolo nella Lettera ai Filippesi (4,4) esorta: «Rallegratevi sempre» intendendo allegria nell'idea dell'eternità. Anche la Cristianità afferma che un cristiano è sempre contento, ma intende l'allegria qui sulla terra come può essere la gioa di vivere e la buona salute. Il Cristianesimo inoltre afferma che con la Grazia ci è donato tutto: felicità e benedizione. La Cristianità che ripete le stesse cose, le intende però per questa vita terrena.
Un'altra disgrazia della Cristianità è di aver ridotto il Cristianesimo a una dottrina. Il Cristianesimo primitivo era un modo di essere, di esistere, una imitazione, ma quando fu ridotto a dottrina, «la prova per diventare maestro furono allora gli esami eruditi: l'esistenza è completamente assente». Fu così che si formarono scienze enormi che posero enormi dubbi. E cosa sono tutte queste scienze se non il tentativo del genere umano per difendersi contro il Cristianesimo nonostante si voglia dare l'apparenza di investigare veramente la volontà di Dio? Quale investigazione? Il Nuovo Testamento è semplice e facile da capire, la difficoltà è ben altra: è quella di mettere in pratica ciò che esso dice. Se leggo «Da' tutto ai poveri» (Mt 19,21) è davvero difficile capire? Assolutamente no! Ma ecco inventarsi una scienza che pone dubbi e si domanda se quel versetto si trova effettivamente nel Nuovo Testamento? La lettura del testo è poi tutta certa? «Ecco, che bell'aiuto ci dà tutta la critica testuale ecc.». Viene portato sottobanco un vero attacco a Dio, con il pretesto di «capirlo davvero».
Le idee di oggi sulla libertà religiosa dimostrano che il Cristianesimo «ha abbandonato la speranza di vincere sul mondo», infatti il desiderio di "vincere sul mondo", la "fede sino alla morte", sono propositi che non gli appartengono più. Attualmente, infatti, è una religione come le altre, è sullo «stesso piano del Giudaismo, del Paganesimo, dell'ateismo». Il Cristianesimo non ha abbandonato il mondo, ma se stesso, o meglio la Cristianità ha abbandonato il Cristianesimo.
Il Cristianesimo ha subito una trasformazione: rallentando. «Prima c'è Cristo: [...] impeto esistenziale dell'eterno che venne per soffrire e morire»; poi vennero gli Apostoli, pronti anche loro a morire; poi i martiri, ma vedrete che fra poco ci sarà qualcuno che metterà in dubbio se sia assolutamente necessario soffrire come martiri fino alla morte o se non sia più cristiano scegliere di vivere. Nel «mettere sullo stesso piano l'estensione e l'intensità», il cristianesimo rallenta, lasciandoci in mano solo agli apologeti, di fatto è bloccato. «Poi comincia la scienza e la "teoria" della Chiesa».
Anche Lutero con le sue 95 tesi aveva suscitato una discussione di dottrina. Oggi si potrebbe parlare invece di un'unica tesi che, pubblicata sugli annunci di un giornale, dove si invitano a intervenire professori e pastori, reciterebbe: «Il Cristianesimo non esiste affatto».
«Ci sono due concezioni che stanno in rapporto inverso» tra loro: Il Cristianesimo nel concetto divino e quello nel concetto umano. La concezione divina, «in direzione dell'intensità», condensando tutto nelle mani di un solo uomo (che rende tutti infelici a causa del cristianesimo e predica che tutto questo fa parte dell'amore di Dio) e la concezione umana che va verso l'estensione, nel senso che aumenta perché diffonde concezioni non cristiane di comodo, tipo: «Amiamoci l'un l'altro, crediamo gli uni agli altri, adattiamoci a vicenda, che ognuno ribassi un po' ecc.» «L'estrema conseguenza della concezione divina» sarà di rendere la Cristianità in un solo uomo, ucciso proprio per il suo Cristianesimo, maledetto da tutta l'umanità, presente in Gesù mentre era in croce. «L'estrema conseguenza della concezione puramente umana» sarà invece che tutti gli uomini vogliono essere considerati cristiani, senza esserlo; ed ecco che il Cristianesimo è bello e finito! Non esiste più. Al tempo del Cristianesimo «militante, le porte erano sempre chiuse - l'eterogeneità della cosa cristiana. Nella Cristianità [attuale] si sono lasciate le porte spalancate (omogeneità del mondo): così Cristo non viene più».
L'«io predico il vangelo per i poveri», riportato da Matteo (11,5), «non è una semplice osservazione storica», lo mette in rilievo la stessa disposizione delle parole: l'enfasi va posta sulla parola "Evangelo" che è appunto "buona novella" ai poveri, non solo per coloro che erano colpiti dalla miseria materiale, ma per gli infelici, i miseri, gli zoppi, gli indemoniati, i lebbrosi, gli storpi, i calunniati, il Vangelo era per tutti questi. Non una novella tipo: qui c'è denaro, risarcimento d'onore e salute, questo non è Vangelo e non sarebbe vero Cristianesimo. Si tratta invece di una novella che annuncia che in questo mondo essere infelici è il «segno del rapporto a Dio» e che la Buona Novella è per i poveri, a loro è diretta e loro la predicano. «Ma presto sopravvenne il cambiamento che si gonfiò in una sicurezza mondana sempre crescente che questa falsità fosse il Vangelo». A questo punto, per una ricca prebenda, è molto più conveniente predicarlo ai potenti, ed ecco che così si stravolgono di fatto le parole di Gesù, travisando il Vangelo che anziché essere "per i poveri", è, per interesse materiale, predicato "per i ricchi". Ecco, quindi:
1. il cristianesimo non è più per coloro che soffrono, non più sofferenza «trasfigurata dalla speranza dell'eternità», ma godimento in questa vita terrena, «potenziato dalla speranza della vita eterna»;
2. predicare la Buona Novella non è più soffrire, «soffrire per la dottrina e gioire nella speranza dell'eternità», «potenziato dalla speranza della vita eterna»;
3. il Vangelo «non soltanto non riesce più essenzialmente a bene dei poveri», ma è diventato un'ingiustizia che grida al cielo contro i sofferenti. Si è ritornati indietro alla stessa cosa che il Cristianesimo voleva combattere. Predicare il Vangelo per i ricchi, a solo vantaggio economico di chi lo predica, e voler dimostrare che questa sia la cosa giusta e che questo sia vero Cristianesimo, è una vera crudeltà. Di fatto si vuole asserire che i ricchi sono veri cristiani perché Dio li ha benedetti, prosperando e accumulando ricchezze; i poveri, invece, sono tali solo per loro colpa, e Dio non li ha benedetti perché non sono veri cristiani. La concezione è quindi che i poveri «devono essere soltanto sofferenti, ma anche colpevoli; e i ricchi non soltanto gaudenti, ma anche pii». Una concezione molto distante da quanto enunciato dal Cristianesimo nel Nuovo Testamento.

Oggi esiste un Cristianesimo senza cristiani: Il «pastore» che non vive in conformità ai principi che predica e si comporta come un semplice funzionario prebendato, perfino protesterebbe se qualcuno avesse il coraggio di fargli notare che come pastore non agisce in conformità a ciò che predica. Si giustificherebbe, asserendo che non avrebbe potuto fare di più, visto che il suo compito è solo quello di predicare, visto che è stato «assunto» solo per fare quello. I cristiani d'altronde si giustificherebbero facendo notare che sono molto impegnati e hanno «già troppe cose a cui badare» piuttosto che a un Cristianesimo severo, a cui di regola dovrebbe essere preposto proprio il pastore come uomo di Dio. Il risultato è che oggi abbiamo: «un Cristianesimo... senza cristiani!»
«La formula cristiana è questa: «rapportarsi a una cosa più alta così che il rapporto diventi sofferenza», dove però "la cosa più alta" è proprio il Cristianesimo stesso. Per cui, non la sofferenza fine a se stessa rende un individuo cristiano, ma colui che soffre in virtù dell'essere cristiano. Per cui la formula più precisa è: «il rapporto a qualcosa di più alto si conosce dal soffrire, ma non da quello casuale e contro la propria volontà, ma unicamente dal soffrire volontario e senza del quale non è possibile rapportarsi alla cosa più alta». La mondanità invece agisce in maniera inversa al Cristianesimo e si rapporta a una cosa più alta solo per trarne qualche vantaggio materiale. La "cosa più alta" cristiana si riflette sempre in modo inverso, invece quello che si riflette in modo diretto non può considerarsi vero Cristianesimo. Affinché il Cristianesimo si rifletta in modo inverso, «dipende dal fatto che il finito e l'infinito, il tempo e l'eternità, dal punto di vista cristiano sono qualitativamente eterogenei. L'infinito è ben altra cosa che un superlativo o il superlativo più superlativo del finito». La sofistica nell'ambito del Cristianesimo (come oggi nella Cristianità) sostituisce il rapporto diretto a quello inverso con il risultato che la realtà cristiana è adattata al "naturale" e all'umano dove non trovano più posto le categorie esistenziali che implicano l'inversione come: «il mortificarsi, l'abnegazione, la rinascita, il patire per la dottrina ecc.».
Fra i pastori protestanti, oggi, non esiste nessuno che possa essere identificato come "modello", al contrario del Cattolicesimo che ne ha sempre qualcuno da additare come "cristiano in carattere". Per non essere da meno i pastori protestanti si sono inventati il fatto che nel paese, "veri cristiani" ci sono, solo che vivono «in tutta segretezza» e «interiorità segreta». Ma è in segretezza che deve vivere il vero cristiano secondo il Nuovo Testamento? Probabilmente si confonde il vero cristianesimo con la segretezza degli agi e dei godimenti di questi "cristiani", ma non funziona, perché è un cristianesimo tanto impossibile quanto «sparare un cannone in tutta segretezza!». Lutero ha, da canto suo, una responsabilità principale, ovvero quella di aver spodestato il «Papa» e di aver messo sul trono il «Pubblico», alterando il concetto di martirio e insegnando «a vincere con la forza del numero».
Le oche. Esistono oche selvatiche che volano e oche domestiche che vivono a terra. La natura ci insegna che mentre quelle selvatiche possono diventare domestiche, quelle domestiche non diventeranno mai selvatiche. C'è una storia che narra di un'oca selvatica, che volava alto e che volle insegnare a quelle domestiche a volare. All'inizio le oche domestiche erano interessate, "il gioco" le attraeva, ma ben presto si stufarono e bollarono la selvatica come inesperta, scriteriata e stupida. Le domestiche avevano tanto influenzato l'oca selvatica che alla fine fu proprio l'oca selvatica a diventare domestica adattandosi alle loro abitudini e non volando più, e per questo sbagliò. Infatti anche se il motivo dell'oca selvatica era degno di lode, essa non prestò la dovuta attenzione a "conservare se stessa". Doveva essere più scaltra, ovvero appena incominciasse a rendersi conto dell'influenza che le domestiche esercitavano su di lei fino a familiarizzare troppo, doveva tagliare la corda e andarsene in volo. Chi vive in virtù dello spirito è diverso da un uomo comune che vive in funzione delle cose materiali, proprio come l'oca selvatica è diversa da quella domestica. Attenzione quindi a stare all'erta e a non permettere che abitudini non cristiane influenzino coloro che invece vivono cristianamente. Anche se poi nel cristianesimo non è proprio così perché chiunque può essere trasformato nello spirito e diventare un'altra persona, come l'immagine di un'oca domestica che può diventare un'oca selvatica. Quindi rimani pure con loro per trasformare la loro personalità in vista dello spirito, ma attenzione, «appena ti accorgi che le oche domestiche cominciano ad avere un potere su di te», lasciale e vola lontano con lo stormo.
Danimarca. Per sostenere nel paese il Cristianesimo, dovremmo tornare al chiosco da dove Lutero evase. La Provvidenza usa il tempo: dà il tempo agli errori e concede tempo «perché si dispiegano in tutte le loro conseguenze». Per rendere manifesta la corruzione del Protestantesimo e la sua disonestà ci voleva un paese che non aveva l'aiuto (come p.e. la Germania e altri paesi protestanti) «di avere il Cattolicesimo al suo fianco». «Il Protestantesimo doveva seguire del tutto la sua china», abbandonato a se stesso, in un paese che ha anche una lingua tutta sua. C'era poi bisogno di un capo della Chiesa danese che fosse «maestro nell'incanto», astuto e «avido di piaceri»: il vescovo Mynster. Il popolo non si è accorto che quello di Mynster non è mai stato vero Cristianesimo, anzi i danesi sono «soddisfatti di questo genere di Cristianesimo». Impossibile definire «cristiana» la situazione della Danimarca, che è piuttosto paragonabile solo al paganesimo, visto che le uniche cose a essere idolatrate sono il benessere e la «mediocrità cordiale».
Può il cristiano farsi consolare, come affermò «il fu-bugiardo vescovo Mynster» da chi è «felice e contento della vita»? No! Se un cristiano vuole avere un rapporto con lo spirito, in questo mondo deve soffrire, non può assolutamente evitare le sofferenze. Non esiste un cristiano che possa essere "risparmiato", anche perché tale sofferenza non ha «un rapporto accidentale alla vita superiore». Il cristiano può quindi consolarsi in due soli modi: «o col consolare egli stesso gli altri sofferenti; oppure, se eventualmente ci fosse qualcuno sofferente come lui e anche più di lui, in cui la vita dello spirito fosse tanto più potente da poter consolare, naturalmente [...] in direzione di diventar [...] spirito».
Più della morte gli uomini temono la verità, e sono solo chiacchiere ipocrite tutti i ragionamenti sull'amare la verità e sull'essere disposti chissà a fare cosa per riuscire a comprenderla. Per prestare la giusta attenzione alla verità c'è bisogno, come insegna Cristo (Mc 7,33), di appartarsi, di «isolarsi dal gregge». Già solo questo incute molta paura all'uomo, più della stessa morte, visto che solo quando sta con il gregge egli è realmente felice, mentre è solo «l'isolamento che l'orienta per diventare spirito». E in cosa consiste poi questo isolamento, se non nell'essere scherniti, derisi e maltrattati dagli altri e proprio dal gregge con cui si stava in precedenza? Ecco quindi che per non soffrire il finto cristiano «si abborraccia» un concetto di verità tutto suo: la verità non è quella di appartarsi dal gregge ed essere derisi dal gregge, bensì quello di «correre col gregge; ciò ch'è insieme amore». Ecco cos'è diventato oggi il Cristianesimo!
Il Cristianesimo espresso nel Nuovo Testamento «riposa sull'idea che il martirio ha valore in sé e per sé, ha un valore assoluto». L'esistenza sarà mossa dal più profondo del Cristianesimo. Ma per essere mossa ci vuole, come dice Archimede, il suo «punto fuori», il fulcro della leva, che nel Cristianesimo è rappresentato proprio dal martirio. Un martirio consapevole e accettato ("fuori" del mondo) e non uno da cui si cerca di sfuggire con sotterfugi, né ritenuto necessario ("dentro" il mondo). Il concetto biblico del "giusto" martirio si attua, come riportato nella Lettera agli Ebrei (12,5) «disdegnando ogni aiuto umano per scansarlo». La storia della Cristianità dimostra come sia cambiata nel tempo la «concezione del Cristianesimo in rapporto al martirio».
Si inizia con il cambiare l'idea di martirio, anche se si continua a cadere martiri, si è più omogenei col mondo; si continua a rallentare fino a sfumare, perché il martirio è ormai ritenuto troppo severo; si continua a cedere; infine si capovolge completamente l'idea cristiana sul martirio ed ecco che la saggezza è non diventare martiri, una saggezza differente dal fanatismo e dall'esaltazione. Ecco quindi: «il Cristianesimo è completamente sfumato» e si è conformato al mondo.
Il divino e l'umano secondo la dottrina cristiana «stanno fra loro nel rapporto più polemico possibile». Una prova sono le parole di Cristo stesso. Quando Pietro per riguardo "umano" cerca di trattenere Gesù, riceve come risposta categorica: «Tu hai senso solo delle cose dell'uomo, questa è una suggestione di Satana, via da me!» (Mt 16,23). Inoltre, quando Cristo parla di se stesso ai Giudei, (Gv 8,48), e da costoro è falsamente accusato d'essere posseduto da Satana oltre che essere definito samaritano, Gesù li apostrofa decisamente come figli del diavolo (Gv 8,44). «L'umano come tale è il relativo, il mediocre, ciò che rende felici fino a un certo punto. In queste condizioni, l'Assoluto è il diavolo; perché l'Assoluto è un vero tormento, per la mediocrità umana che egoisticamente vuole spassarsela in godimenti e non vuol sapere di quell'Assoluto - ché l'Assoluto è continua inquietudine e sforzo e pena». L'Assoluto rappresenta la realtà divina solo se l'uomo si "abbandona" a quell'Assoluto, acquisendo una mentalità spirituale.
Quindi finché l'uomo resta nella «concezione puramente umana», l'Assoluto è il diavolo; ovvero Dio è il male, cioè è la «causa di tutte le disgrazie umane». Chi butta a mare i veri ideali, riesce di fatto a liberarsi dell'Assoluto e pensa che è Dio che ci rende infelici, per cui è Egli il male! Ma «dal punto di vista di Dio, è proprio questa mediocrità che vuol godere sensualmente la vita [...]. La mediocrità è il principio che forma la "massa compatta" del genere umano. L'Assoluto, e così anche Dio, deve esigere, come prima condizione per mettersi in relazione con gli uomini, di poterli segregare. Ed eccoci al punto: i grandi crimini infatti facilitano tale situazione molto più della mediocrità, perché i grandi crimini isolano [...]. Come massa, l'uomo è un potere terrestre: si atteggia en masse alla stregua di un animale, quanto mai contento e felice di essersi assicurato contro Dio, cioè contro l'Assoluto, l'Idea, lo spirito, gli ideali».
Il diventare, in senso nobile, "nulla" in questo mondo è la condizione per diventare «qualcosa nell'altro». Il Protestantesimo in Danimarca ha abolito gli ideali concernenti tale condizione. «Il Protestantesimo è finitezza dal principio alla fine»: scopi finiti e intenzioni finite, con la realtà cristiana che entra al massimo come un'«impressione soggettiva», riservata alla domenica «o (sempre per non esagerare) ogni due domeniche!» Il Protestantesimo danese in particolar modo, ha paura di esagerare! e travisa «per timore esagerato di esagerare».
Due sono le cose: o la Cristianità considera Dio un chiacchierone, o essa non ha nessun Dio. «L'umanità nel corso delle generazioni è diventata sempre più insulsa» crescendo solo in direzione della razionalità e regredendo rispetto all'Assoluto. Un assoluto che tale non è più, visto il progresso di ciò che è "relativo" e "mediocre" per cui si ragiona tramite un limite: tutto è «fino a un certo punto», con il risultato che ci si è sbarazzati del tutto di «ogni connessione con l'eterno», con grande gioia degli uomini che ammirano se stessi e l'umanità per questo ineguagliabile progresso. L'Assoluto «in-sé-e-per-sé» non interessa a nessuno, e nessuno vuole entrarci in relazione, obbedendogli incondizionatamente fino ad annientarsi, perché «l'Assoluto è letale per l'essere relativo, e solo attraverso questa morte diventa vivificante. Ma quando l'Assoluto per gli uomini non esiste, a che serve voler chiamare Dio qualcosa?» La Cristianità, secondo il mio parere – scrive ancora Kierkegaard – considera Dio un chiacchierone. Ma non è proprio nel Nuovo Testamento che ogni definizione di Cristianesimo ha «l'impronta dell'Assoluto?» Paragona infatti la predicazione del Cristianesimo e la "predicazione esistenziale" e vedrai che tutto diventa «fino a un certo punto»: «dappertutto ci sono ragioni, dappertutto c'è qualche perché a cui risponde,» quindi manca l'Assoluto.
Qual è il vero problema dell'enorme distanza che intercorre fra vero Cristianesimo e Cristianità (in modo particolare il Protestantesimo danese)? Cristo indicò il suo ministero con le parole riportate in (Lc 12,49): «appiccare il fuoco», cioè infondere un tale ardore da divenire «eterogenei da tutta quest'esistenza», da provocare discordia fra padre e figlio, moglie e marito, fratello e sorella, «nel santuario dei rapporti più cari». Una «lacerare gli animi gli uni gli altri» per far emergere il Singolo come è volontà di Dio. La Cristianità, purtroppo, ha usato l'acqua per spegnere questo fuoco, anche se non è solo acqua ciò che si usa per spegnere un incendio e si usano anche «coperte, materassi e cose simili». Così ha fatto la Cristianità per soffocare quel fuoco nella tranquillità quotidiana. Bisognerebbe per riavere il Cristianesimo e il suo fuoco, mandare all'aria i piumini, i materassi, le coperte delle «Chiese di Stato», delle «Chiese del popolo», dei «paesi cristiani» che sono il tradimento verso quel fuoco e disperdono il Singolo. Ora «il Cristianesimo è solo un espediente per tranquillizzare nei riguardi dell'eternità, perché noi possiamo tanto meglio rallegrarci e godere di questa vita!». Cristo ha voluto «imitatori» (Gv 13,16), non nel mondo, ma fuori di questo mondo, dove il suo imitatore è destinato a essere scaraventato. Ora immaginiamo che arriva qualcuno che, con le sue chiacchiere, ci vuole convincere che il tempo per morire, per essere martiri è terminato e che ora è tempo della "diffusione" del Cristianesimo con la "predicazione". La generazione seguente sarà composta, di nuovo, non da imitatori, ma da chiacchieroni, professori e pastori, e di fedeli che considerano queste classi di istruttori veri esempi del Cristianesimo. Si parlerà allora di "scienza storica" e si dichiarerà che tocca studiare tale scienza per comprendere il Cristianesimo. Ciò che non si vuole capire è che «il Cristianesimo è facile da capire», ma per far sì che non si capisca, ecco «tutta questa massa sterminata di chiacchiere di erudizione storica». Il numero, la massa, è «l'antitesi dell'idea e dello spirito»: ecco allora «sfilare battaglioni» e legioni facendo venire fuori l'«aspetto animale» dell'uomo. Pochi sono gli individui che si accorgono di tutto questo, pochi, perché per capirlo occorre prima essere trasformati come veri cristiani diventando spirito. L'uomo animale si rapporta immediatamente al numero, perché su esso fa affidamento.
Il mondo agisce contro Dio ma Egli se lo riprenderà, concezione in antitesi a quella di un Cristianesimo che ha come scopo la trasformazione del mondo in un "mondo gentile" che continui per la sua strada. «Per riavere questo mondo Dio nella sua misericordia ha disposto che si predichi il Cristianesimo». In cosa consiste il Cristianesimo lo dimostra chiaramente il Modello Gesù Cristo che soffre accettando anche di essere abbandonato da Dio (Mt 27,46). Lo stesso dicasi i suoi imitatori che sopportano le sofferenze su questa terra: «maledetti dagli uomini, esecrati, torturati in mille guise, alla fine abbandonati anche da Dio». I caratteri distintivi del vero Cristianesimo dimostrano che «il mondo è perverso» ed Egli se lo riprenderà alle sue condizioni, salvando con Grazia infinita tutti coloro che praticano il vero Cristianesimo. Dio ha un proposito ben preciso per la salvezza indipendente dal tempo, visto che molti dimenticano che le Scritture asseriscono che per Lui, 1000 anni sono come un giorno (Sal 89,4). Inoltre, che sia il Singolo o molti a salvarsi, ciò non cambia affatto il Suo proposito, non cambia «né Lui né le Sue azioni, perché non è Lui che dev'essere salvato ma gli altri».
Quando Dio annuncia la Grazia, si fanno avanti battaglioni di uomini che ambiscono a essere salvati, ma questo non è il modo giusto per ottenere la salvezza, annunciata a ogni Singolo e non alla Folla. Essa prevede una serie di azioni che identifichino quel Singolo come cristiano: prima l'umiliazione che si manifesterà «per la maggior parte» in disperazione, poi il sopportare di essere un Singolo e quindi «affogare in questo mondo immenso» per poi sparire. Il Cristianesimo poggia sull'idea che per trarre consolazione e appoggio non bisogna confidare negli uomini e nel "numero". L'uomo animalesco è proprio questo che teme di più: l'essere isolato, privato dal numero, starsene solo abbandonato allo scherno e al ghigno; mentre, ecco che diventa subito coraggioso, appena prende coscienza che il Cristianesimo consiste, al contrario, nel confidare esclusivamente in Dio. La Cristianità non ha applicato questo principio, tanto è vero che è difficile trovare nei secoli una sola predicazione che sia uguale a quella di Cristo. Una «classe di uomini» che più di ogni altra merita di essere chiamata "animale", è quella dei pastori e dei professori che hanno vissuto «alle spalle della verità, [e] del fatto che altri hanno sofferto per questa verità» mentre il loro compito doveva essere l'imitazione di Cristo. «Strano, che questa bestialità si trova accoppiata alla più fine cultura che aristocraticamente disdegna perfino di dare uno sguardo all'operaio della Nettezza Urbana. [...] L'operaio della Nettezza Urbana è veramente un uomo; mentre codesti aristocratici, fini, colti, rivestiti di velluto, tappezzati di decorazioni, sono degli animali!», animali che vivono sulle altrui sofferenze, «ciò che nessuna bestia fa, perché essa vive del suo bottino; e se causa anche delle sofferenze per impadronirsi delle sue vittime, non vive però delle loro sofferenze» - 22 settembre 1855.

#### Ragione e fede
La fede entra in questa vita come una follia, per via dell'assurdo e non per via dell'umana ragione, non è qualcosa da mettere in pratica, anzi si rapporta nella natura all'invisibile e nello spirito all'inverosimile. L'erudizione è un «malcostume» se si vuole vivere accanto a Cristo. Anche a distanza, come dice lui stesso: dove qualcuno si riunisce nel mio nome, credendo in me, là sono anch'io (Mt 18,20). La sua esistenza, nella fede, è più certa di qualsiasi fatto storico. La maggior parte degli uomini spera che le cose vadano meglio, chi ha fede invece sa che nella vita dovrà sempre soffrire, sa che Dio è comunque amore, non è per rassegnazione che crede nel perdono dei peccati. Quelli vivono nell'immediatezza, poi si spingono a qualche riflessione e infine muoiono, questo invece comincia dal contrario, con la dialettica e la riflessione nell'infanzia, poi con l'età adulta diventa spirito e intravede la possibilità della fede, perché «la fede è l'immediatezza che vien dopo la riflessione».
Ho permesso (dopo gli attacchi sul «Corsaro») che mi deridano, ma quel che dico è la verità: la lotta della fede col mondo non è una lotta di pensiero contro il dubbio, di idea contro idea, ma è solo voler ubbidire, senza la vanità di comprendere. Che cosa è credere? È volere (ciò che si deve e perché si deve), difendendosi dal voler comprendere e dall'idea vana di poter comprendere. Le ragioni non possono portare a convinzioni, queste nascono altrove. È come quando si ama una fidanzata, non perché sia migliore di altre, né perché si hanno le ragioni per farlo: si ama e basta. È una cosa personale, che riguarda se stessi, «non c'è che una prova della verità del Cristianesimo: la prova interiore, lo argomentum Spiritus Sancti. La fede non si basa su ragioni, ma sulla testimonianza: «è questo il movimento dell'infinità in se stessa, né può essere altrimenti. Non sono le ragioni a fondare le convinzioni, ma le convinzioni che fondano le ragioni. Tutto ciò che precede non è che studio preparatorio, fase preliminare, qualcosa che sfuma appena viene la convinzione che tutto trasforma ovvero inverte la situazione. Altrimenti non ci sarebbe alcun riposo nella convinzione. Perché una convinzione a quel modo consisterebbe nel riflettere continuamente sulle ragioni. Il riposo, invece, il riposo assoluto in una convinzione, nella Fede, si ha soltanto quando la Fede stessa è la testimonianza, la convinzione, il fondamento [...] È chiaro come il sole che la mia categoria è l'unica categoria cristiana: "comprendere che non si può comprendere", rifiutare di voler comprendere».
Ricordando Ugo di San Vittore, Kierkegaard parla del paradosso della fede, laddove la ragione non può da sola risolvere l'assurdo né mostrare che non ha senso. La ragione può solo onorare la fede, senza capire (è per via di un concetto negativo, che poi è il confine della ragione stessa, o meglio dell'uomo ragionevole, perché non esiste una ragione assoluta, specialmente ai nostri tempi): può esporre speculativamente i problemi della fede, controllarla, vigilare che le chiacchiere non si insinuino a determinare cose che non sono oggetto di fede ma di speculazione, appunto, però a un certo punto può solo domandare una decisione: «vuoi tu ora credere, sì o no?». La ragione non penetra mai nell'assoluto. «L'interesse della fede (rispetto al credere) è di concludere e di arrivare a una decisione assoluta; l'interesse della ragione è di tenere la "riflessione" in vita [...]. Com'è diventato difficile, nel secolo XIX, il credere, ora che tutto è diventato un caos di riflessioni e considerazioni!» Si cerca di entrare nel cristianesimo con la speculazione, ma la speculazione lo caccia via dal mondo.
In un appunto di due righe, Kierkegaard si rende conto che nei propri scritti ha dato una «determinazione» del tutto nuova sulla fede. Anche se onora la scienza, non accetta l'idea di complicare la fede con la scienza teologica, che si muove su categorie false. Per esempio questa vorrebbe che la «sacra scrittura», proprio perché tale, cerca l'accordo perfetto tra le sue parti. Ma per lui la sacra scrittura deve avere discordanze, in modo che la scelta della fede possa essere lo scandalo che è. Lo stesso vale per il rapporto tra fede ed esistenza: non bisogna prima avere fede e poi seguire l'esistenza, bisogna prima avere una determinazione esistenziale, una situazione individuale, un «uscire in alto mare», dopo di che si viene scossi dalla fede (non è un fatto di meriti). L'«incondizionato» non può essere aiutato con ragioni perché ciò di cui si danno ragioni eo ipso non è l'incondizionato. Un predicatore non deve "spiegare", a meno di non tradirlo, l'incondizionato. «Che vi siano delle ragioni, non è un plus rispetto all'incondizionato: è un minus, una sottrazione che riduce l'incondizionato a condizionato». Al massimo si può comprendere che non si può comprendere, si possono dare ragioni che non ci sono ragioni.
Dio non può diventare che oggetto di fede, le difficoltà della vita servono a salvaguardare ciò. È una scelta del "carattere" umano, non è Lui che ha bisogno di essere creduto. «Una delle cose più ridicole che si possono immaginare è di essere funzionario, persona di rango, cavaliere, padre di famiglia, socio della società degli Amici e – nello stesso tempo – "riformatore"!» È questo il territorio della ragione, questo essere "nello stesso tempo" più cose, ma il "carattere" è invece essere una sola cosa. La molteplicità abolisce l'infinito, ma riguardo all'infinito non si può essere che una cosa sola. L'essere-in-sé-e-per-sé è completamente sparito dalla vita e la "ragione" si è messa al suo posto; dove c'è l'uno manca l'altro, come tra "assoluto" e "relativo": sono incompatibili. Ecco il punto in cui ci troviamo: «invece di innamoramento incondizionato, matrimonio di ragione. Invece di obbedienza incondizionata, obbedienza per forza di ragionamento. Invece di fede, sapere per ragioni. Invece di fiducia, garanzie. Invece di rischio, probabilità, calcolo prudente. Invece di azione, semplici accadimenti. Invece del Singolo, una combriccola. Invece di personalità, un'oggettività impersonale ecc.».
Alla pistis – che per Platone era superiore – si è sostituita la episteme. Se il cristianesimo delle origini aveva elevato la fede mettendola in rapporto al paradosso e all'inverosimile, quindi invitando la coscienza alla certezza dell'eternità, con l'andare del tempo la corsa si è rallentata e ora si considera la scienza superiore alla fede. È forse umano, ma a Dio piacque capovolgere la questione, rendere stolta la conoscenza (1 Cor 1,20) e fare della fede la cosa più alta. Ora il cristianesimo non esiste più, tutto è chiacchiera; non è neppure paganesimo, perché s'imbelletta di cristianesimo. Uno degli errori è stato considerarlo "perfettibile", ma esso è la cosa divina, l'antitesi della cosa umana (sviluppo e perfettibilità). No, il cristianesimo è il più lontano possibile dall'essere perfettibile nel tempo (impedisce il trasferimento dal praesens al praeteritum). Persino Tertulliano e Agostino hanno fatto un po' di confusione in ciò, perché dal punto di vista della fede essere cristiano abita nell'esistenziale, Dio non si è esibito in veste di docente, prima bisogna credere e poi comprendere.
(Diario, ed. cit., p. 335)
L'ultimo brano della sezione ha a che fare con gli "atti" come principio della fede. È negli atti che risiede la verità (come a una canaglia non si chiedono giustificazioni, ma s'investigano gli atti commessi, così come gli atti e non le parole sono la prova del suo pentimento). Una cosa è un uomo che dopo i 20 anni più importanti della propria vita passati a studiare, a un certo punto, non avendo trovato la soddisfazione che cercava, chiude i libri e dichiara che non è la scienza ciò che importa, e un'altra è un analfabeta che passando sotto le finestre aperte del dotto e sentendo dire ciò, ne adotta il risultato e dice anche lui che la scienza non gli interessa. Proprio l'addestramento attraverso cui Lutero era passato dà garanzia che ciò che egli dice della propria interiorità può essere vero. Il semplice non è semplice, ma «qualcosa di infinitamente elevato»: osare di essere sicuri della propria interiorità. Non si può cominciare da dove un altro ha finito: «un uomo simile sa cosa vuol dire rinunciare a questo mondo, lo sa con se stesso e con Dio di poterlo fare».

#### Il «paradosso»
Quella che rappresenta la "mediazione" per la filosofia è il "paradosso" per il Cristianesimo. «La venuta di Cristo è e resterà sempre un paradosso». Per i suoi contemporanei il paradosso consisteva nel riconoscere che fosse il figlio di Dio, nonostante nulla nell'apparenza esteriore lo distinguesse dagli altri uomini. Per le epoche che seguirono il paradosso è stato un altro: non avendo sotto gli occhi un Cristo "visibile", è stato più facile rappresentarseLo come figlio di Dio, ma con l'ostacolo di non esserGli stati contemporanei e di conseguenza con un "rimpianto sentimentale". Fra i due paradossi, comunque, penso che ai contemporanei di Cristo sia toccato il «più duro». Coloro che sono venuti in epoche successive dovrebbero considerare che l'importante è essere "testimoni" di un paradosso simile.
«Il fatto che il Figlio di Dio si sia fatto uomo è il supremo paradosso metafisico e religioso ma non il più profondo paradosso di Cristo». La venuta di Cristo ha comportato una polemica contro l'esistenza, la sua vita stessa si trovò in «un rapporto polemico». Cristo non possedeva nulla, né cibo, ne un giaciglio dove riposarsi o dormire, eppure predicava al popolo (Mt 8,10), dimostrando una grande fede nella Provvidenza divina proprio come i gigli del campo e gli uccelli del cielo. Ma questo modo di agire poteva essere di esempio per i suoi contemporanei? L'uomo non deve forse lavorare per sostenersi? Non è quello di lavorare «un dovere superiore»? «La vita di Cristo ha avuto un rapporto di polemica e di negazione di fronte alla Chiesa e allo Stato. Il supremo paradosso nella sfera etica sarebbe che Cristo avesse sposato la realtà totale, ne avesse fatto parte come l'anello di una catena, si fosse piegato a tutte le sue debolezze poiché avere il coraggio, la fiducia, la fede fino a lasciarsi morire di fame, è certamente ammirabile e chissà se si possono contare dieci esempi del genere», a parte il fatto che noi professiamo di essere sottomessi all'esistenza e non di annullarci lasciandoci morire.
Un altro paradosso, assoluto, sarebbe stato che il Figlio di Dio fosse venuto e vissuto sulla terra passando del tutto inosservato come un qualsiasi uomo comune, con un mestiere e una famiglia. Il paradosso divino di Cristo è invece che viene ed è nubile, si fa notare perché fa miracoli e poi alla fine si fa ulteriormente notare per la sua morte di crocifissione. Cristo comunque agì in tal modo, solo per essere identificato dalla Sua autorità divina, Dio, anche se c'è bisogno della Fede per risolvere il suo paradosso. La "ragione umana" pretendeva invece, un Cristo uomo di successo e ammirato dai suoi contemporanei, trascinatore di masse e di folli entusiaste, che pazzia!
La teoria sul male radicale di Kant ha il difetto di «non determinare in modo preciso» che il paradosso sia una categoria. Il paradosso non è una concessione, spiega Kierkegaard, ma una "categoria" «una determinazione ontologica che esprime il rapporto tra uno spirito esistente, conoscente, e la verità eterna» spiegando che la scienza umana «deve stabilire solo il paradosso» ed iniziare con il capire se stessa rendendosi conto che ci sono cose che la conoscenza umana non può capire o meglio e più precisamente, "qualcosa di cui essa con chiarezza può «capire che non può capire» ".
L'autorità, non consiste nel ricoprire uno ruolo importante o una carica speciale fra gli uomini; non è «autorità» l'essere un sovrano, un imperatore, un generale o un vescovo, bensì la risoluzione "salda e cosciente" «di voler sacrificare tutto», anche la stessa propria vita per una causa, con coraggio e senza paura. La massima espressione dell'autorità è proprio quando quella causa per cui dedicare tutto, è la verità. Ecco perché i farisei nonostante rappresentassero "un'autorità" significativa al tempo di Cristo ed erano i "maestri autorizzati", con la loro vita e i loro insegnamenti dimostrarono di essere «senza autorità» proprio perché "la verità" non era la loro causa, la loro era un'«autorità nell'immanenza» più che «autorità come paradosso». L'avere autorità implica quindi «la coscienza e non l'intelligenza», la «sottigliezza» o «la profondità»; un'autorità che guarda e si rivolge «all'uomo e non al professore».
È una bestemmia considerare Cristo come uno dei «soliti Grandi», «tutto il Cristianesimo sfuma in chiacchiere» se lo si considera in tal modo. «Gesù Cristo è il paradosso, la sintesi paradossale di un Dio e di una povera natura umana: l'umiliazione Gli appartiene perciò in modo essenziale» e con il considerarlo uno dei Grandi si toglie «tutto il pericolo ch'esso porta in sé e lo si è ridotto a civetteria e a consolazione insulsa»
(p. 342 di Diario, nell'ed. ridotta a cura di Cornelio Fabro)
A trentacinque anni, Kierkegaard parlando della remissione dei peccati, fa notare che per pensare che Dio dimentichi effettivamente tutti i nostri peccati, bisogna avere una mente evoluta oltre che molto coraggio. Ma come può un "uomo nuovo" a cui sono stati perdonati i propri peccati vivere in maniera spensierata come quella di un giovane? «Impossibile!». A questo punto ricorda la propria esperienza riguardante la sua giovane età e l'educazione cristiana impartitagli dal padre, lo fa con un ritornello ricorrente, questo: «Io sono stato educato molto severamente nel Cristianesimo da un vecchio». Quanto è giusto, far concepire ad un bambino, l'infanzia sotto la categoria dello «spirito»? Si tratta di una crudeltà assolutamente esclusa dal Cristianesimo e con cui si "uccide" poi l'infanzia. Nonostante esprima un giudizio così tranciante sull'educazione cristiana impartita ad un bambino, Kierkegaard ragiona che fra un Cristianesimo annacquato insegnato ai giovani del suo tempo e il Cristianesimo impartitogli severamente dal padre, preferisce quello del suo "vecchio" padre e considera che giunge il tempo in cui tale severità e "crudeltà" alla fine è apprezzata; conclude infatti: «Ecco, ora io posso servirmene, ora il Cristianesimo esiste per me ed è il mio tutto»
Sbagliò Lutero quando asseri' che «la vera fede si attiene alle parole, senza badare alla persona,...». Che specie di Cristianesimo poteva essere quello che avesse posto la dottrina (le parole) al di sopra del Maestro (Cristo)? Il paradosso cristiano è proprio il contrario, «ciò che importa è la persona», visto che lo stesso Apostolo Paolo nella sua Lettera ai Galati scrisse che lui stesso era Apostolo, solo, per mezzo di Gesù Cristo e di Dio Padre (Ga 1,1), mostrando «la sua eterogeneità, la quale a sua volta è l'autorità». Per il Cristianesimo però, diversa è la Persona di Cristo, Modello e Maestro di fede, da uomini come Pietro, Apollo e lo stesso Apostolo Paolo, "persone" in cui alcuni componenti della chiesa primitiva riponevano la loro fede e vantavano la loro "appartenenza" (1Co 1,12). «La differenza paradossale del Cristianesimo da ogni altra dottrina consiste» proprio nel "porre l'autorità" (che può essere esclusivamente Cristo). 

Per un filosofo la cosa è diversa, non può esistere «un filosofo con autorità [...] perché un filosofo non può mai trascendere la propria dottrina.[...] Il paradosso è che la personalità è superiore alla dottrina», per cui un controsenso esigere la fede da un filosofo.
«Cristo è il paradosso» ed ogni realtà nel Cristianesimo, lo prova: «ovvero per via della sintesi essa è tale che è segnata con la possibilità dello scandalo come il momento dialettico». Tale possibilità è eliminata nell'ortodossia della Cristianità stabilita e in particolar modo in quella di Grundtvig, che la "sostituisce" con "categorie dirette": la «cosa incomparabile», «deliziosa», «profonda». Con Grundtvig si ha perciò "la riconoscibilità diretta" di Cristo che è Paganesimo, e non "il segno" distintivo della realtà cristiana (Cristianesimo). Non parlando principalmente (ma solo en passant) del «segno» e dello scandalo, si ignora una dialettica decisiva cristiana che segna «il confine» tra Paganesimo, Ebraismo e Cristianesimo. Dalla "possibilità dello scandalo" è infatti evidente che il Cristianesimo ha a che fare solo con il «Singolo», tale possibilità infatti separa e isola ogni individuo «come passaggio per divenire cristiano». Paradosso inoltre, è anche il dogma del «peccato originale» che afferma che il genere umano ha "ereditato" la "colpa" del peccato del primo uomo e della prima donna. "Ereditare" una "colpa"? Come è possibile? «"Ereditare" è una categoria naturale» mentre «"colpa" una categoria etico-spirituale», la ragione troverebbe senza dubbio da ridire: Come possiamo «dire che si eredita ciò che nel suo concetto è impossibile poter ereditare?». La risposta è solo una: La Fede! «Il paradosso nella verità cristiana dipende sempre dal fatto che essa è la verità come lo è per Dio», bisogna credere proprio perché i criteri e le misure qui usate, sono sovrumane e non umane.
La "semplicità" cristiana consiste nel paradosso che è tanto "semplice" che non si può speculare. Anziché «in direzione della speculazione e del ragionamento», la "cosa semplice" va «in direzione dell'esistere, dall'esprimere esistenzialmente il Cristianesimo». Esistere quindi, ed agire di conseguenza facendo «ciò che è comandato», cosa tanto semplice che è impossibile sbagliare come accade di solito nel campo della speculazione.
Chi specula sulla Fede, di fatto, si allontana da quella "cosa semplice". Socrate fu un esempio di semplicità, che per lui consisteva nel «togliere tutta la speculazione (la sofistica), per poi agire, esistere». In rapporto all'esistere, purtroppo, «la speculazione è la sofistica che di continuo ritorna in rapporto all'esistere».
Sforzarsi per nulla! questo sì che è un enorme paradosso. Per quale motivo se è solo per "Grazia" che si ottiene la salvezza, ogni Singolo deve sforzarsi di divenire cristiano? Uno sforzo che non è giustificato! Diverso era, e non c'era nessun paradosso, quando si credeva invece che la beatitudine si poteva acquistare: «il più grande sforzo possibile e il bene più alto» ottenuto da quello sforzo. Il cristiano deve soffrire, tanto che Dio stesso lo intimidirà fino al punto che quell'uomo non sarà disposto ad "osare". Questa sofferenza anziché essere apprezzata dalla folla sarà confusa con "orgoglio". Il risultato finale sarà che mentre questi gli daranno addosso, la classe dei i professori, alla sua morte, sarà pronta a speculare su quella sofferenza, narrando, raccontando e vivendoci sopra quella sofferenza cristiana. «Guai a loro: "Guai a voi che costruite le tombe dei profeti" (Mt 23,29)»
«Io servo il Cristianesimo!». Kierkegaard è pienamente convinto che il suo compito sia quello di avvertire gli uomini che il Cristianesimo da loro praticato non è cristiano. Un compito diverso da quello degli Apostoli che era diffondere il Cristianesimo e convertire. Non solo, Kierkegaard pensa anche che la sua opera al servizio del Cristianesimo sia esclusiva, e argomenta: Siccome il Cristianesimo esiste ormai da 1800 anni, chi prima di me ha mai proclamato una denuncia simile nella Cristianità?
Tutta la mia vita, il mio lavoro e tutto ciò che mi appartiene «è la sfera del paradosso: il positivo è riconoscibile dal negativo». Potrebbe essere considerate "negativa" le mia vita colma di pene e sofferenze, con «Dio che mi tormenta amorosamente e per amore», cosa che mi causa sofferenza. «Però questo negativo è il segno del positivo, è una primitività che non si rapporta ai contemporanei ma a generazioni; ed è di tanta importanza che si esprime meglio col dire ch'io tra i contemporanei sono una superfluità  [...] »
Che sia stato attento al Cristianesimo, è cosa certa, ma che io come gli Apostoli debba predicare il Cristianesimo, è ben altra cosa. Umanamente parlando siccome il Cristianesimo rende infelici, una cosa è che io per causa del Cristianesimo soffra per me stesso, un'altra è predicarlo ad altri, e con la mia predicazione renda infelici altri uomini preavvisandoli: «Perdonatemi, prego, perdonatemi se io vi rendo umanamente infelici». Tale predicazione è diversa per un Apostolo che è «assolutamente immerso nell'Assoluto; cieco per tutto il resto[...]». Anche qui il positivo si riconosce dal negativo: Il positivo è che Cristo è il Salvatore del mondo. Ma (e questo è il negativo) che è proprio Cristo, il Salvatore del mondo che «umanamente parlando» rende infelici gli uomini. Come si può notare questo «appartiene alla sfera del paradosso» ed è completamente diverso dai discorsi incomprensibili e confusi «sul "Salvatore del mondo»" di cui fa sfoggio la Cristianità».

#### Imitazione e contemporaneità
S. Paolo è l'unico Apostolo che parla del "pungolo della carne"(2 Cor 12,7), sebbene anche altri avessero sofferto il martirio della contemporaneità a Cristo, la cui "dottrina è cibo" (Gv 4,32), e va assimilata, non solo predicata. Nel farlo si scopre che non ne sei all'altezza e l'unica soluzione è affidarsi alla Fede nella Grazia. Essere "contemporaneo" di Cristo, vivere accanto alla Sua Croce costituisce il criterio di misura, sotto l'aspetto poetico, storico ed etico (anche rispetto a Cristo come persona storica). Ma Cristo è nello stesso tempo la «realtà dogmatica», la Sua morte è la Redenzione. Per questo oltre a imparare a morire per la verità, a Sua imitazione, bisogna considerare la Sua vita e la Sua morte e riconoscersi come peccatori. Egli è il Modello, ma si ha bisogno del Suo aiuto per imitarLo, anche se, essendo il Salvatore dell'umanità, non si può sperare di assomigliarGli. Con il tempo si è finito con accentuare il Cristo-Grazia a scapito del Cristo-Modello, considerato troppo alto, ma neppure questo dovrebbe essere possibile.
Davanti a un modello umano, si può dire che non c'è tempo per ammirarlo, bisogna piuttosto imitarlo, altrimenti l'ammirazione è una scappatoia per non fare come lui, ma rispetto a Cristo non è così: qui conta soprattutto l'adorazione e solo attraverso l'adorazione si può imitarLo. Si può persino sbagliare prospettiva e rendere Cristo così spirituale da farlo apparire crudele. È lo spirito assoluto, anche se guariva gli ammalati, liberava gli ossessi, trasformava l'acqua in vino ecc. Dopo 1800 anni non siamo troppo inclini a tradurre tutto in termini di compassione umana. Ma non può funzionare da scusa il fatto di non esserGli contemporanei, perché lo siamo dei poveri, delle vittime di ingiustizia, dei sofferenti, dei malati e quel che non si è fatto al più piccolo dei Suoi fratelli non si è fatto neanche a Lui (Mt 25,45). Tutte le chiacchiere sul desiderare di essere contemporanei di Cristo rasentano quasi l'empietà, perché è come riconoscersi adatti per essere Apostoli. Gli stessi Apostoli vennero meno e dovettero essere forniti di forze straordinarie per essere a Lui contemporanei. Tanto più noi ora. Coloro che parlano di esserGli contemporanei non sanno quel che dicono e hanno la civetteria di prendere il facile e tralasciare il difficile. In fondo tutto si riduce a una sola cosa: alzarsi e rivestirsi al mattino (rivestirsi di Cristo), cioè più che imitarlo, rappresentarlo. Essere davvero religiosi è difficile, perché si rischia di diventare uno "spettacolo per il mondo" (1 Cor 3,9), eterogeneo con questa vita. È legittimo voler vivere sani e forti, senza soffrire, e nell'intimo conservare un sentimento per Dio, ma chi si mette veramente in rapporto con Dio è subito marcato, zoppica, soffre. Non esiste altro modo. Nel mondo delle realtà sensibili e esteriori, l'oggetto è qualcosa di altro dal modo (ci sono molti modi per mettercisi in rapporto), ma in rapporto a Dio è il "come" che è il "che cosa". È un abbandono assoluto, non limitato da «fino a un certo punto», perché Dio è proprio la negazione di tutto ciò che è «fino a un certo punto».

## Edizioni e traduzioni italiane
- ed. critica danese: Journaler og Papirer, in Søren Kierkegaards Skrifter Archiviato il 14 febbraio 2014 in Internet Archive., sezione 3. Journaler, notesbøger og løse papirer, a cura di Niels Jørgen Cappelørn, Joakim Garff, Jette Knudsen, Johnny Kondrup, Alastair McKinnon, Finn Hauberg Mortensen, Tonny Aagaard Olesen e Steen Tullberg, 1997-2014
  - Journalerne AA‑KK, 1835‑46
    - AA 1835‑37
    - BB 1836‑37
    - CC 1836‑38
    - DD 1837‑39
    - EE 1839‑41
    - FF 1836‑38
    - GG 1838‑39
    - HH 1840‑41
    - JJ 1842‑46
    - KK 1838‑40

  - Notesbøgerne 1‑15, 1833‑49
  - Journalerne NB‑NB36, 1846‑54
  - Løse papirer 1-304, 1830‑43
  - Løse papirer 305-446, 1843‑52
  - Løse papirer 447-591, 1852‑55
  - Løse papirer 592-596, supplement, 1834‑51
- ed. italiane:
  - Diario [basata sull'ed. danese in 20 voll., 1909-48], 12 voll., a cura di Cornelio Fabro, Brescia, Morcelliana, terza ed., 1980-83 [prima ed. in 3 voll, 1948-51; seconda ed. in 2 voll., 1962-63]
    - 1. Introduzione
    - 2. 1834-1839
    - 3. 1840-1847
    - 4. 1847-1848
    - 5. 1848-1849
    - 6. 1849-1850
    - 7. 1850
    - 8. 1850-1851
    - 9. 1851-1852
    - 10. 1853-1854
    - 11. 1854-1855
    - 12. 1854-1855 e Indici (Indice biblico - Indice onomastico - Curriculum attraverso i riferimenti nel Diario - Indice dei termini)

  - Diario [antologia, ed. ridotta], a cura di Cornelio Fabro, Milano: Rizzoli, 1975 ISBN 9788817173308
  - Diari, a cura di Anna Giannatiempo Quinzio e Gianni Garrera [quarta ed., basata sull'edizione critica], Morcelliana, 2010-
    - 1. 1834-1842, 2010 ISBN 978-88-372-2345-8
    - 2. 1842-1847, 2014 ISBN 978-88-372-2595-7
    - 3. 1847-1848, 2017 ISBN 978-88-372-2974-0